# 長青邨

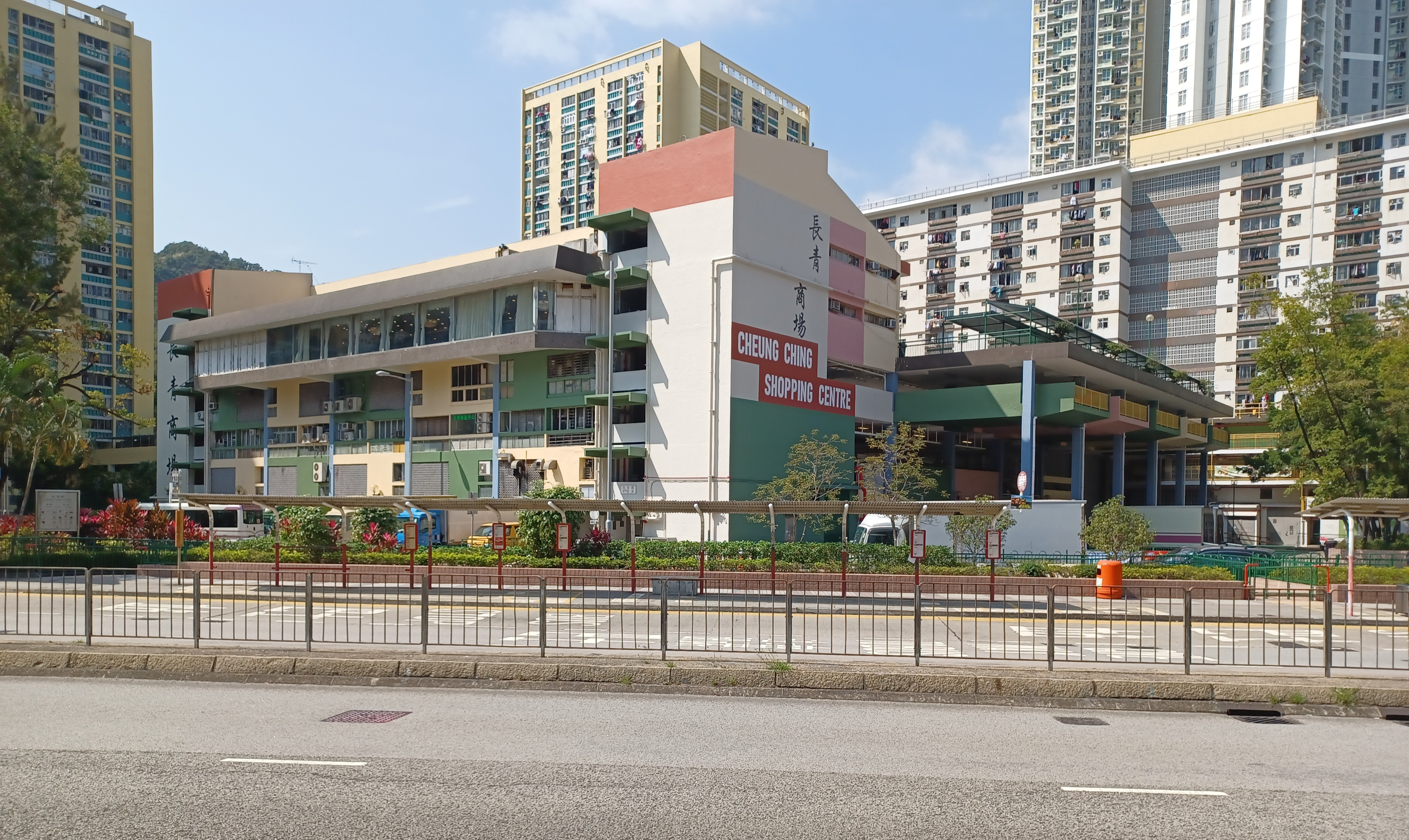
長青商場外觀（2023年2月）

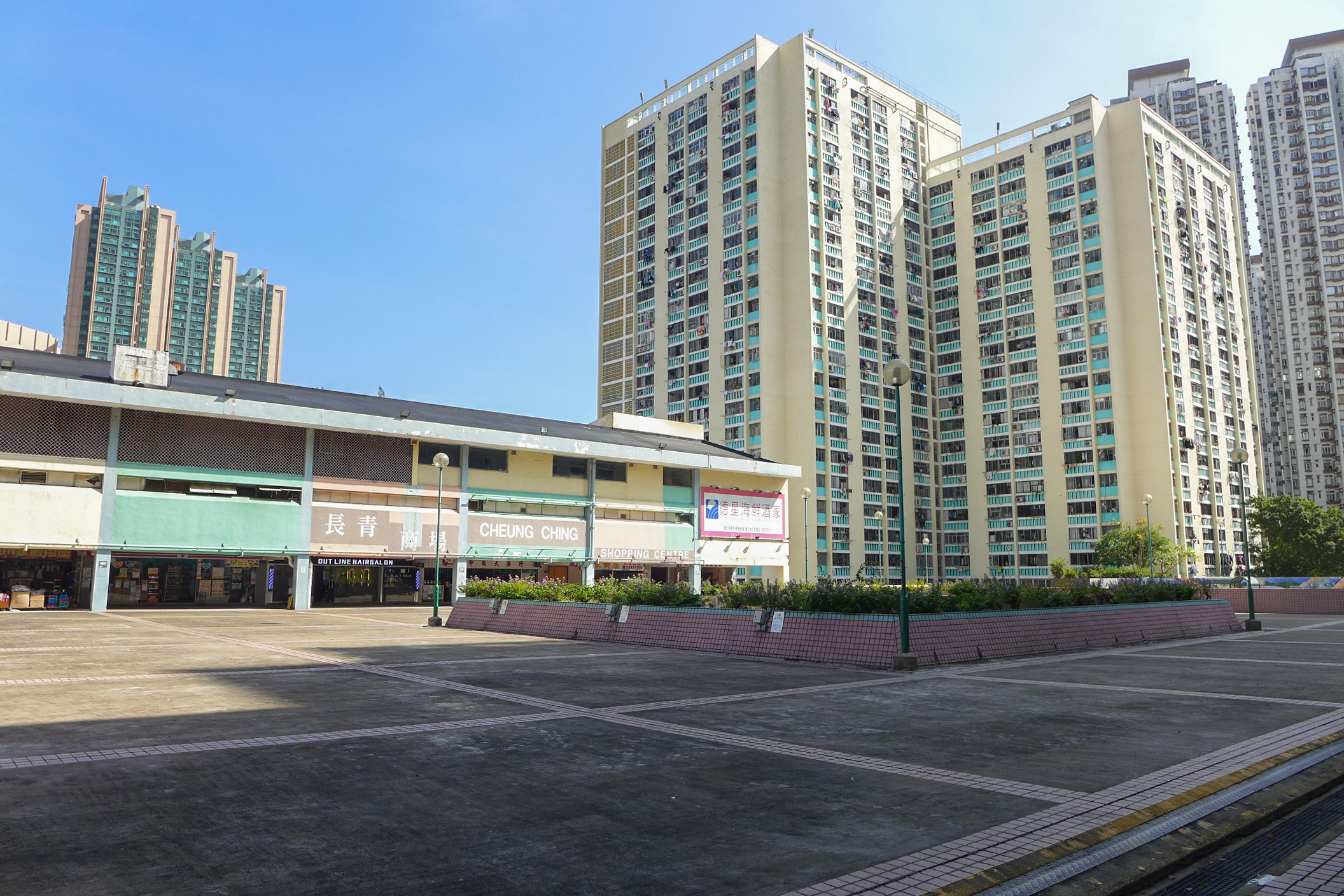
長青商場平台

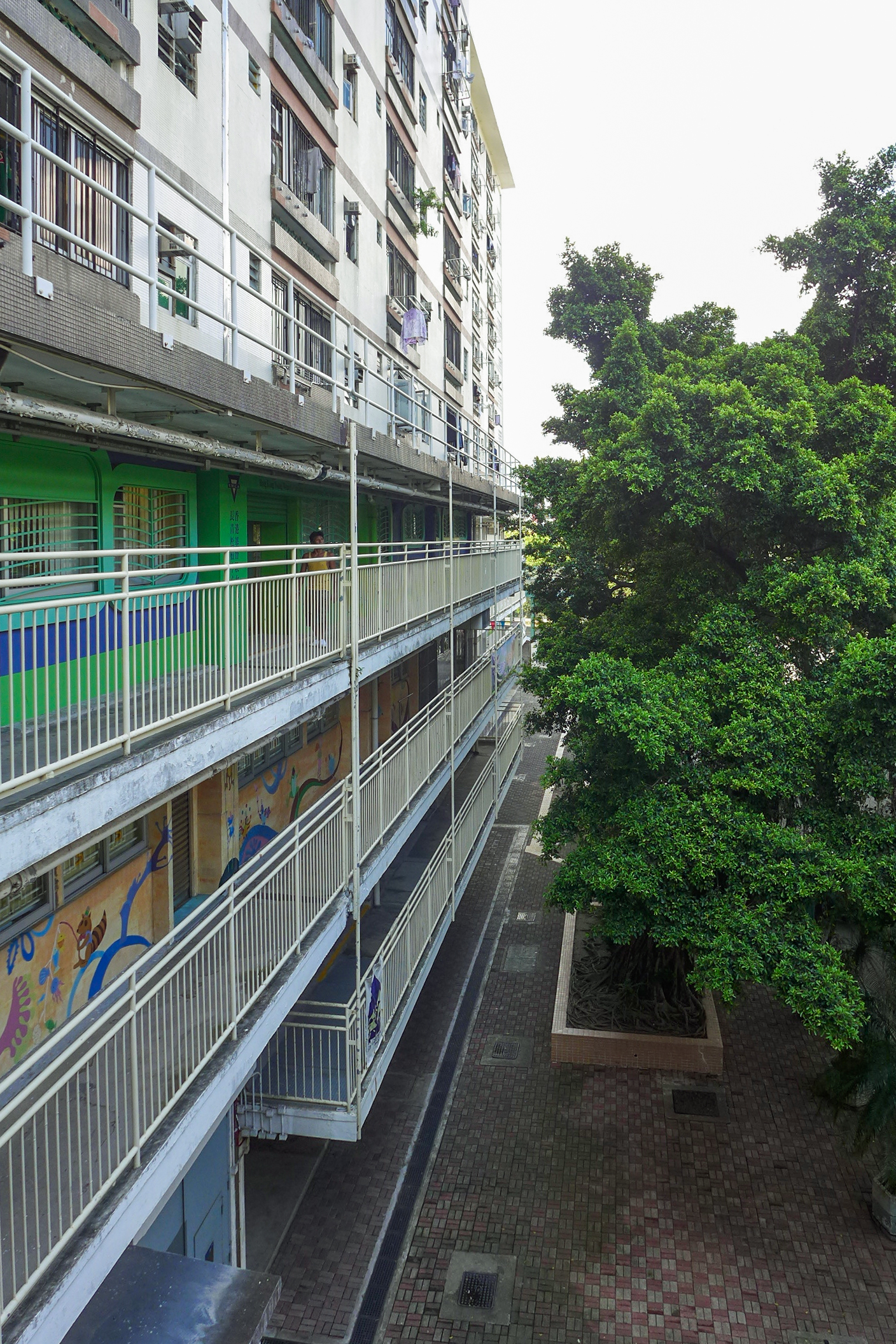
青葵樓低層的行人通道

長青邨（英語：Cheung Ching Estate）是香港的其中一條公共屋邨，位於香港新界葵青區青衣島中南部，鄰近長康邨、藍澄灣、青俊苑、藍巴勒海峽以及青衣工業區，是青衣島首個落成的公共屋邨，採用前香港屋宇建設委員會的標準規格設計，於1974年開始興建，1977年起落成入伙，本邨亦是19條未有重建計劃的舊屋邨當中佔地最廣的一條，佔地逾16.6公頃；而新建大廈則由房屋署總建築師負責總體設計，而細部設計由巴馬丹拿建築及工程師有限公司負責。現由宜居物業管理有限公司負責屋邨管理。

## 歷史概要
長青邨原本共有八座樓宇，由1977年至1979年期間入伙，長青邨分區租約事務管理辦事處、屋邨辦事處位於青衣邨宜業樓地下A翼及B翼；屋邨物業管理則位於青槐樓地下20-29號。1978年因屋邨管理需要，把長青邨原有的H至N座分拆出來，並易名為長康邨以方便管理。因應青衣北面的門仔塘於1980年初填海，香港房屋委員會在長青邨內空地加建了青桃樓(最近海)，以安置受影響漁民，於1983年落成。
長青邨依山而建，八座樓宇分布較廣，一般可分為「上四座」及「下四座」，「上四座」為青松樓、青柏樓、青楊樓、青梅樓，「下四座」為青榕樓、青槐樓、青葵樓、青桃樓。青楊樓6樓設有行人天橋通往長青社區中心。本邨在興建期間（1978至1983年間）原本分作3期，有6座雙塔式大廈(井字型大廈)、5座舊長型、4座H字型，共15座樓宇。青楊樓、青梅樓、青松樓、青柏樓4座樓宇為第二期，青槐樓、青榕樓、青桃樓、青葵樓為第一期，剩下的為第三期，後來為方便管理，將第三期分拆成一個新邨，為長康邨。後來興建非標準設計大廈時，再將此邨重新規劃，青楊樓、青梅樓和青荷樓為第一期，青榕樓、青桃樓、青葵樓及青蘭樓為第二期，青松樓、青柏樓及兩幢新建樓宇為第三期，青槐樓和青俊苑為第四期。當中青俊苑於2017年落成。
房屋署在長青邨範圍內興建五幢新公屋（約40層）及相關設施，合共提供約3,900個單位。計劃分為四期：
- 第一期：清拆香港張氏宗親總會張熾昌紀念小學空置校舍（近青梅樓，前為衛理信小學）興建一幢公屋（851個單位）連社區會堂及停車場。工程於2018年開展，2024年落成，命名為青荷樓。
- 第二期：於青桃樓旁籃球場（近南橋迴旋處）興建一幢公屋（612個單位），及長青邨內加建平台及籃球場。工程於2019年開展，2024年落成，命名為青蘭樓。
- 第三期：清拆長青社區中心（青康路6號）興建兩幢公屋（約1,680個單位）連零售設施、診所、母嬰健康院及停車場，長青巴士總站會興建上蓋園景平台。工程於2024年開展，預計2028年落成[4]。
- 第四期：計劃清拆天主教郭怡雅神父紀念學校即將空置校舍，興建一幢公屋（約770個單位），預計2030年落成。

### 軼聞
- 長青橋以及長青隧道都得名自長青邨。

- 當中青葵樓採用54平方米的單位設計，是1970年代出租公屋中罕有地在各單位備配備兩個梗房與浴缸的房委會出租公屋大廈。
- 住戶日常購物多數光顧旁邊較大型長康第一商場多於本邨商場。
- 位處青衣路旁的青柏樓、青葵樓及青桃樓部分單位外牆設計與標準設計有異。前者少部分面向青衣交匯處的單位設有煤氣熱水爐通風口及廁所窗；後兩者部分單位的煮食區設有趟窗，露台改用百葉窗，廁所窗戶設計亦有別於標準設計，原因是在「玫瑰園計劃」時，因應興建長青隧道及九號貨櫃碼頭填海工程時，考慮將來的噪音問題，而曾在1995年間進行改建，並非在設計及落成時便出現的。

### 樓宇
| 樓宇名稱（座號）                | 樓宇類型                     | 落成年份   | 樓宇層數 （住宅層數）                   | 每層伙數                   | 每座單位總數（伙） | 建築師                                        | 承建商                    | 提供升降機的廠商 （更換前） | 提供升降機的廠商 （更換後） | 期數 |
| ------------------------------- | ---------------------------- | ---------- | --------------------------------------- | -------------------------- | ------------------ | --------------------------------------------- | ------------------------- | --------------------------- | --------------------------- | ---- |
| 青榕樓（A座/第6座） （英語：Ching Yung House）  | 雙塔式                       | 1977年     | 21-24 （高座：2-24樓） （低座：2-21樓） | 34（2-21樓） 17（22-24樓） | 731                | 屋宇建設委員會建築師、 房屋署建築師           | 天順有限公司 （華營建築） | 奧的斯 Spec IV （AC/2）     | 東芝 ELCOSMO （VVVF）       | 2    |
| 青槐樓（B座/第7座） （英語：Ching Wai House）  | 雙塔式                       | 1977年     | 21-24 （高座：2-24樓） （低座：2-21樓） | 34（2-21樓） 17（22-24樓） | 731                | 屋宇建設委員會建築師、 房屋署建築師           | 天順有限公司 （華營建築） | 奧的斯 Spec IV （AC/2）     | 東芝 ELCOSMO （VVVF）       | 4    |
| 青松樓（C座/第3座） （英語：Ching Chung House）  | 雙塔式                       | 1977年     | 21-24 （高座：2-24樓） （低座：2-21樓） | 34（2-21樓） 17（22-24樓） | 731                | 屋宇建設委員會建築師、 房屋署建築師           | 天順有限公司 （華營建築） | 奧的斯 Spec IV （AC/2）     | 東芝 ELCOSMO （VVVF）       | 3    |
| 青柏樓（D座/第4座） （英語：Ching Pak House）  | 雙塔式                       | 1977年     | 21-24 （高座：2-24樓） （低座：2-21樓） | 34（2-21樓） 17（22-24樓） | 731                | 屋宇建設委員會建築師、 房屋署建築師           | 天順有限公司 （華營建築） | 奧的斯 Spec IV （AC/2）     | 東芝 ELCOSMO （VVVF）       | 3    |
| 青葵樓（E1座/第5座） （英語：Ching Kwai House） | 舊長型 （露台相連式）        | 1977年     | 13 （9）                                | 14                         | 126                | 屋宇建設委員會建築師、 房屋署建築師           | 天順有限公司 （華營建築） | 奧的斯 Spec IV （AC/2）     | 東芝 ELCOSMO （VVVF）       | 2    |
| 青桃樓（E2座/第8座） （英語：Ching Tao House） | 舊長型 （中央走廊式，連接C） | 1983年     | 13                                      | 32                         | 416                | 屋宇建設委員會建築師、 房屋署建築師           | 有成建築                  | 迅達 Dynatron （AC/2）      | 迅達 6500 （VVVF）          | 2    |
| 青楊樓（F座/第2座） （英語：Ching Yeung House）  | 雙塔式                       | 1979年     | 21-24 （高座：2-24樓） （低座：2-21樓） | 34（2-21樓） 17（22-24樓） | 731                | 屋宇建設委員會建築師、 房屋署建築師           | 環宇建築有限公司          | 奧的斯 Spec IV （AC/2）     | 東芝 ELCOSMO （VVVF）       | 1    |
| 青梅樓（G座/第1座） （英語：Ching Mui House）  | 雙塔式                       | 1978年     | 21-24 （高座：2-24樓） （低座：2-21樓） | 34（2-21樓） 17（22-24樓） | 731                | 屋宇建設委員會建築師、 房屋署建築師           | 環宇建築有限公司          | 奧的斯 Spec IV （AC/2）     | 東芝 ELCOSMO （VVVF）       | 1    |
| 青荷樓（第9座） （英語：Ching Ho House）      | 非標準設計大廈 （其他類型）  | 2024年     | 40                                      | （待補）                   | 851                | 房屋署總建築師、 巴馬丹拿建築及工程師有限公司 | 中國建築                  | 迅達 7000 （VVVF）          | （不適用）                  | 5    |
| 青蘭樓（第10座） （英語：Ching Lan House）     | 非標準設計大廈 （其他類型）  | 2024年     | 40                                      | （待補）                   | 612                | 房屋署總建築師、 巴馬丹拿建築及工程師有限公司 | 中國建築                  | 迅達 7000 （VVVF）          | （不適用）                  | 5    |
| 未命名樓宇（未定座號）          | 非標準設計大廈 （X字型）     | 預計2028年 | 40                                      | （待補）                   | （待補）           | 房屋署總建築師、 巴馬丹拿建築及工程師有限公司 | （待補）                  | （待補）                    | （不適用）                  | 6    |
| 未命名樓宇（未定座號）          | 非標準設計大廈 （其他類型）  | 預計2028年 | 40                                      | （待補）                   | （待補）           | 房屋署總建築師、 巴馬丹拿建築及工程師有限公司 | （待補）                  | （待補）                    | （不適用）                  | 6    |

（註：因發展計劃內的H至N座以及P至S座均屬於同一項目的長康邨；而O座已經轉作居者有其屋計劃屋苑青盛苑的關係，故此略去部份座號。上述座號是以房屋署Estate Property的記錄為依歸。）

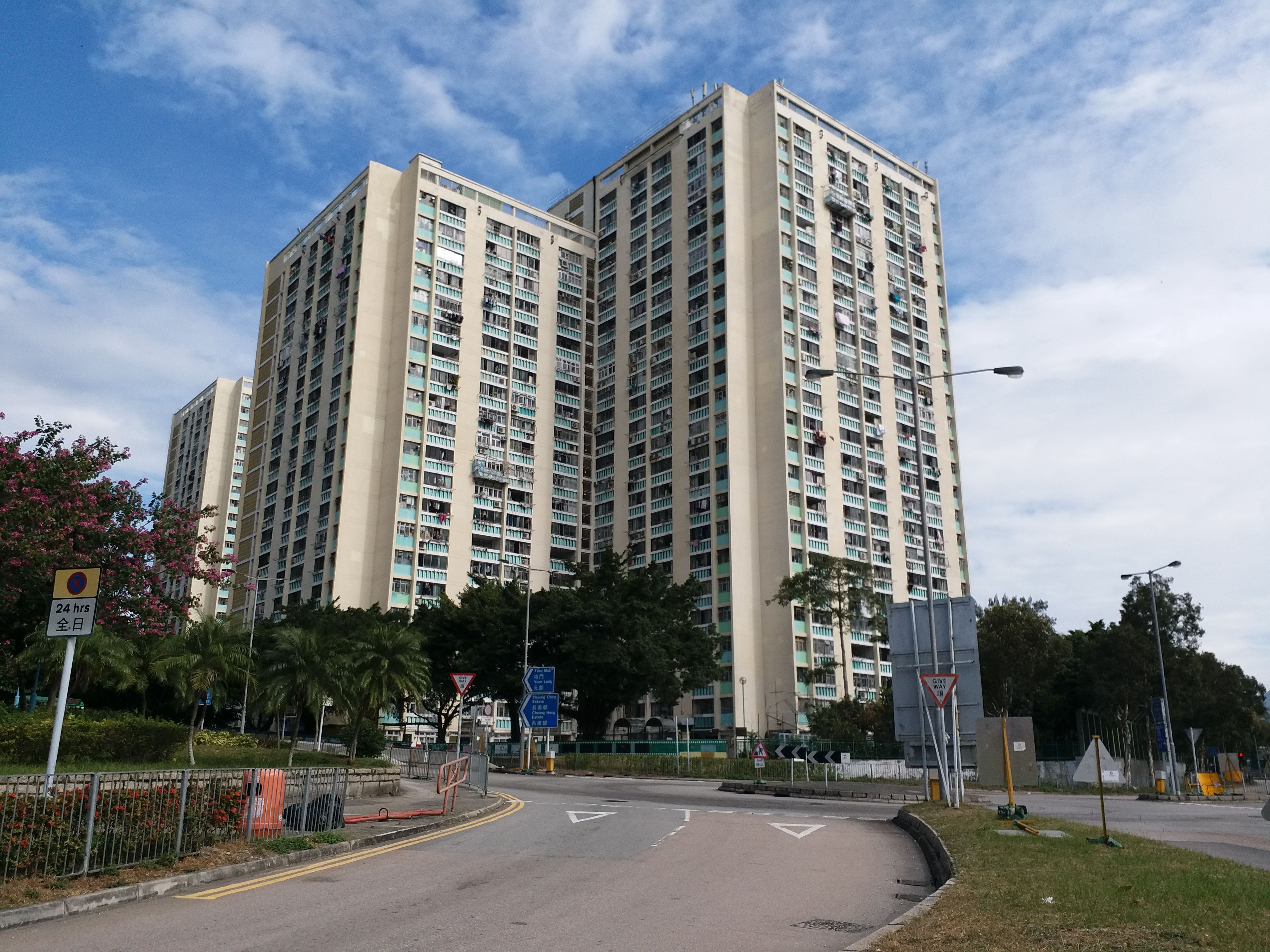
由青衣路望向青榕樓（2020年11月）
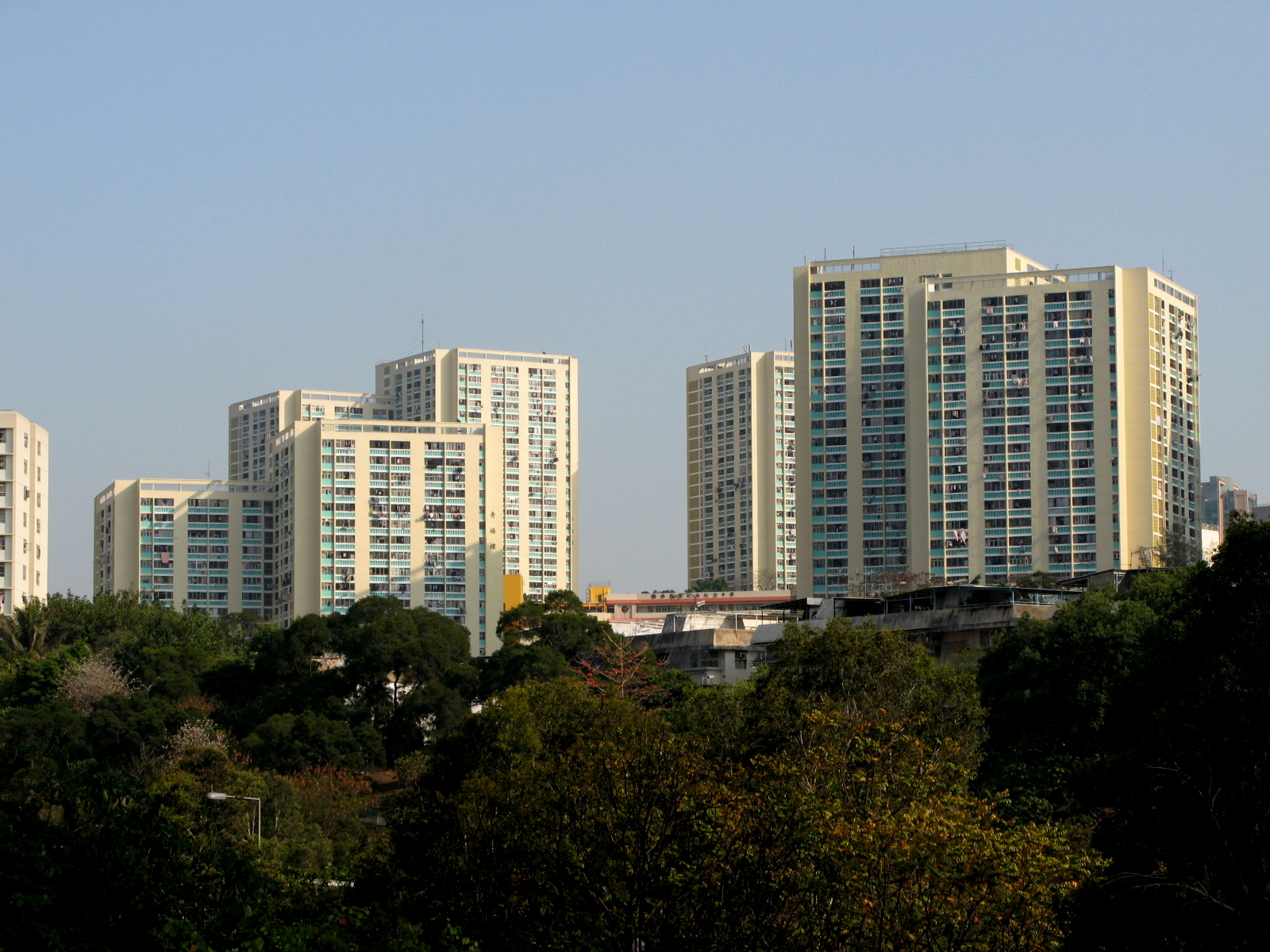
由青怡花園望向青楊樓和青梅樓（2008年3月）
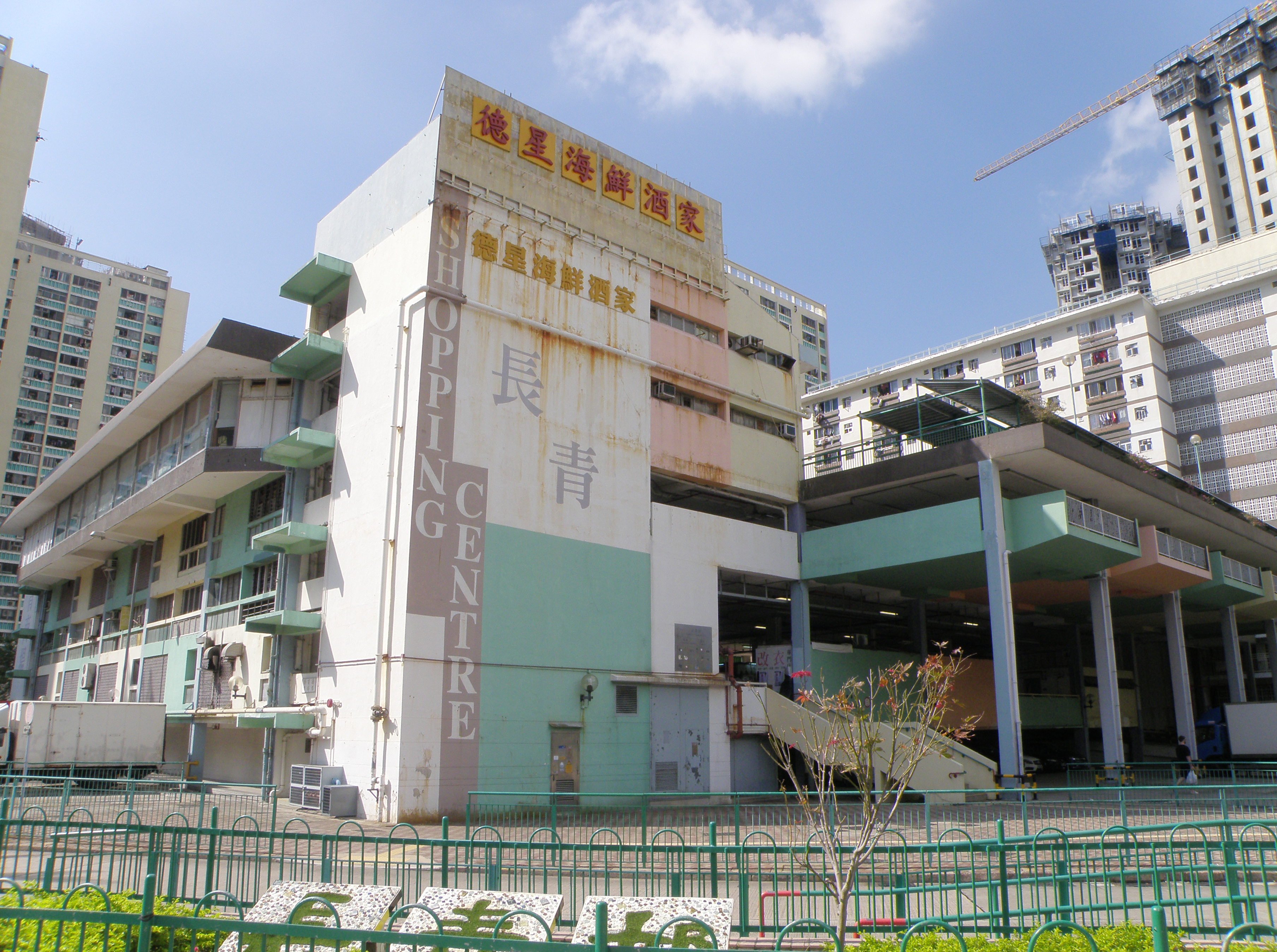
翻油前的長青商場外觀（2015年11月）
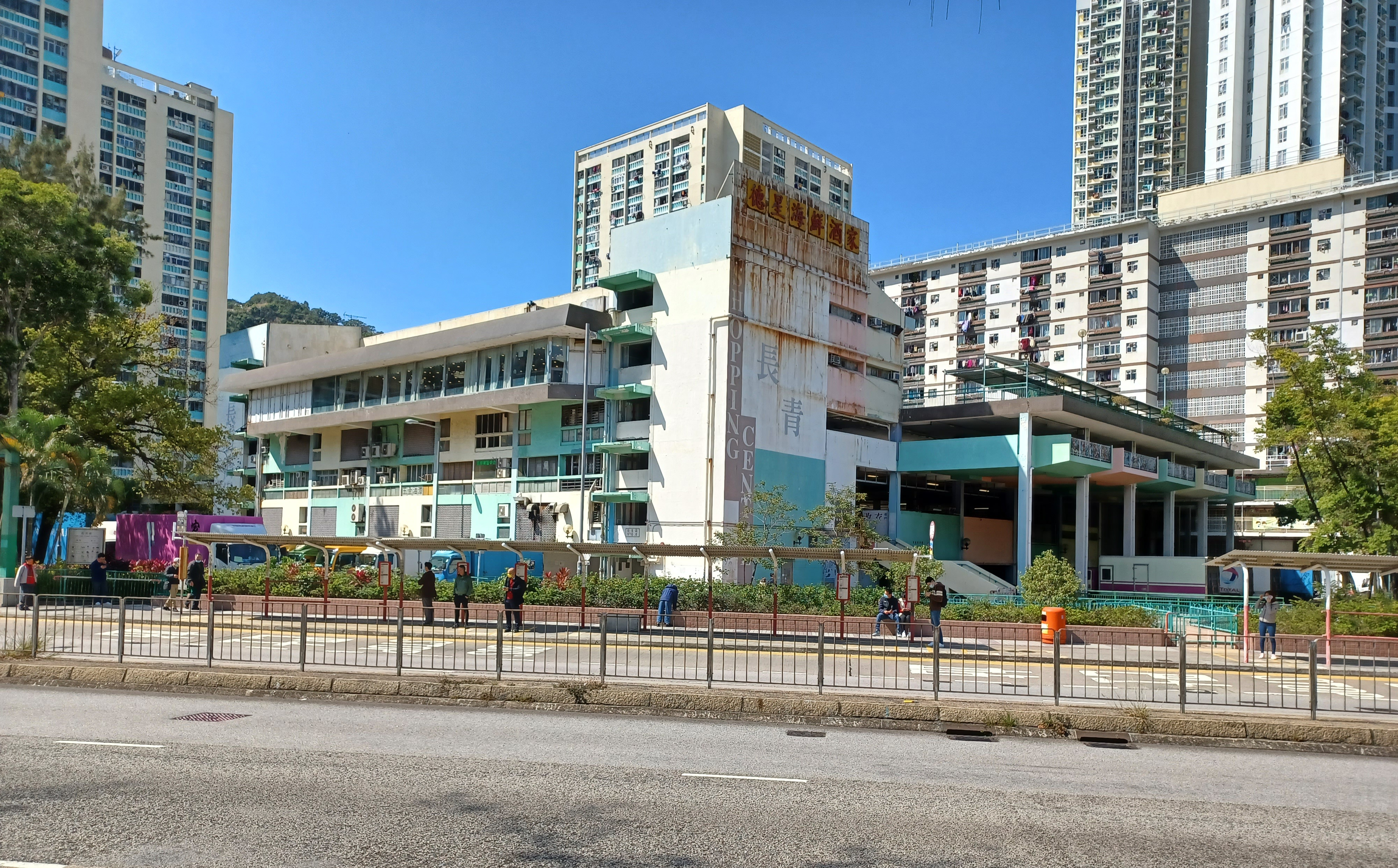
翻油前的長青商場外觀（2022年2月）
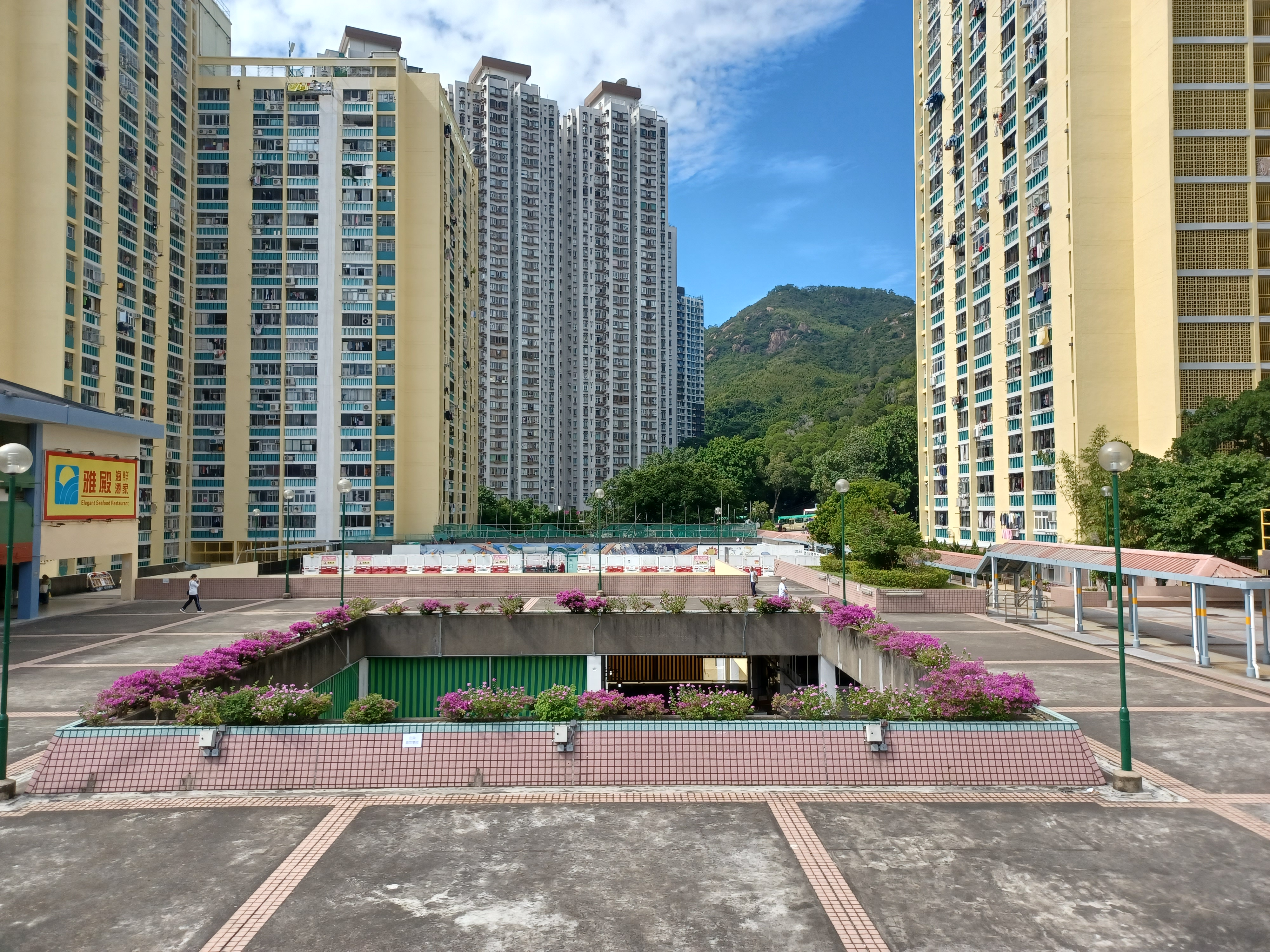
長青商場平台
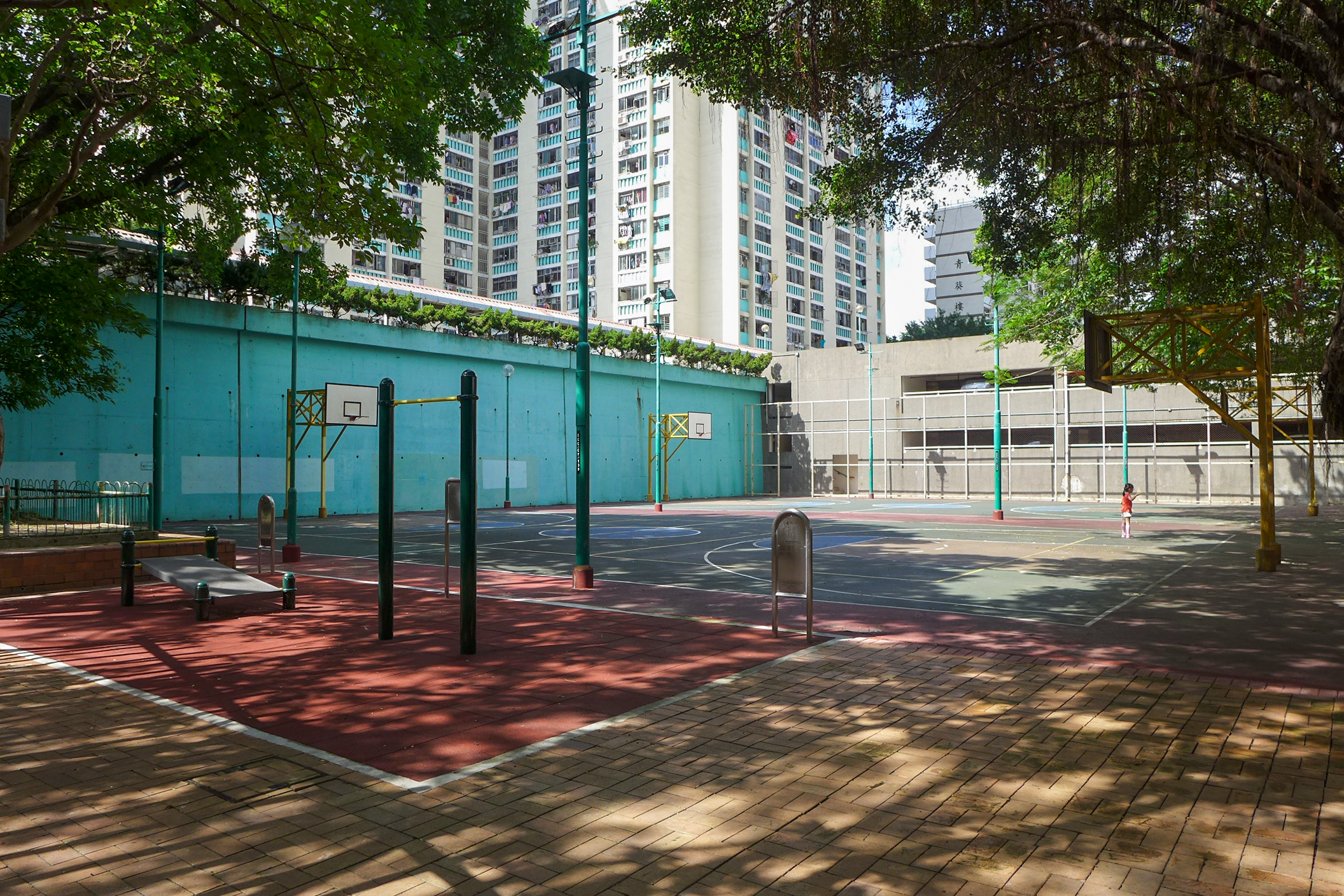
健身區和籃球場
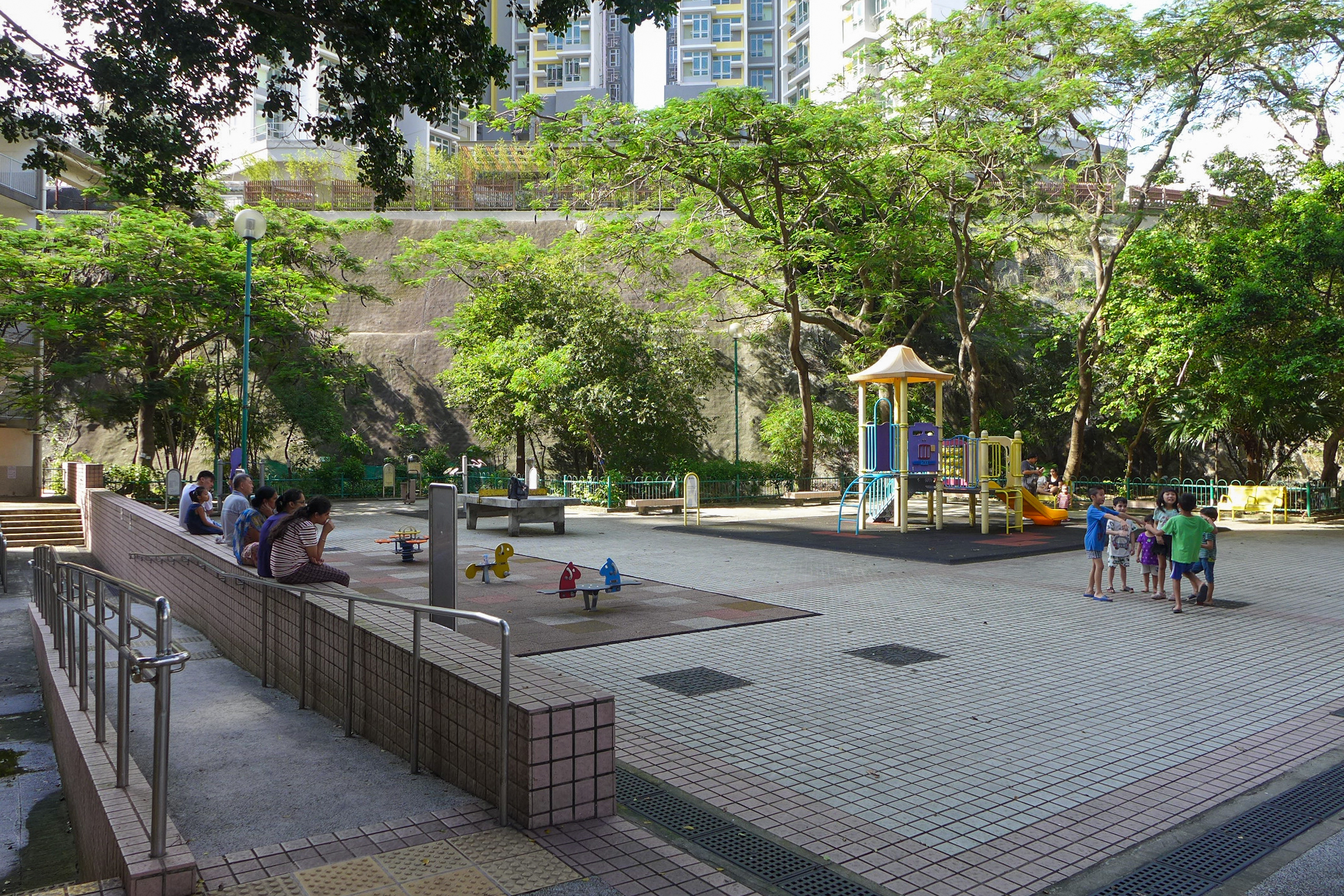
青葵樓外的兒童遊樂場
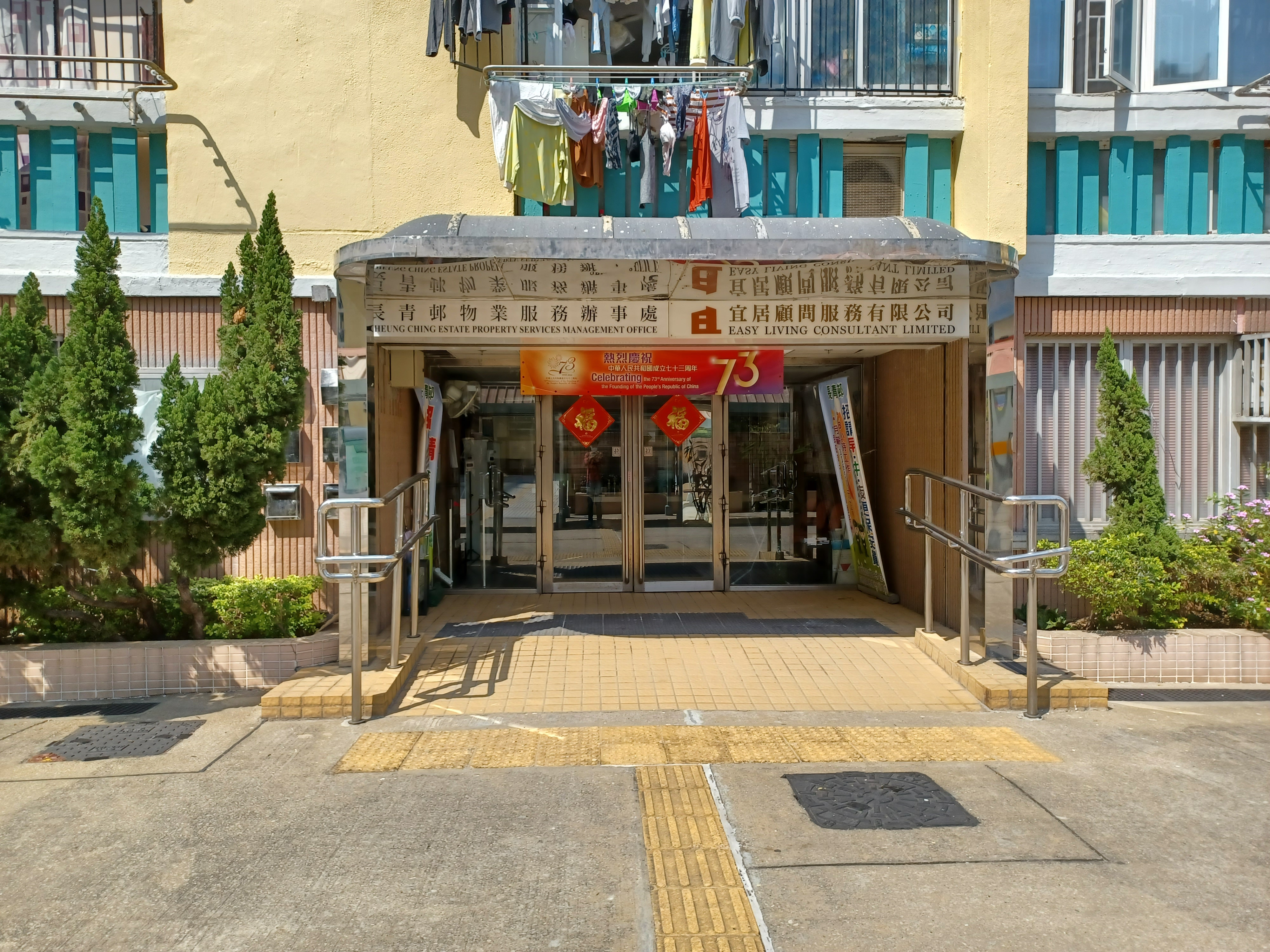
長青邨物業服務辦事處

## 教育及福利設施

### 中學
- 佛教葉紀南紀念中學

### 小學
- 天主教郭怡雅神父紀念學校（將於2025年遷往長沙灣近凱樂苑[7]）

已清拆
- 香港四邑商工總會陳黎繡珍紀念學校（2012年清拆，現址為青俊苑）
- 香港張氏宗親總會張熾昌紀念小學（2018年清拆，前稱衛理信小學，停辦後曾用作國民教育服務中心及香港升旗隊總會會址，現址為青荷樓）

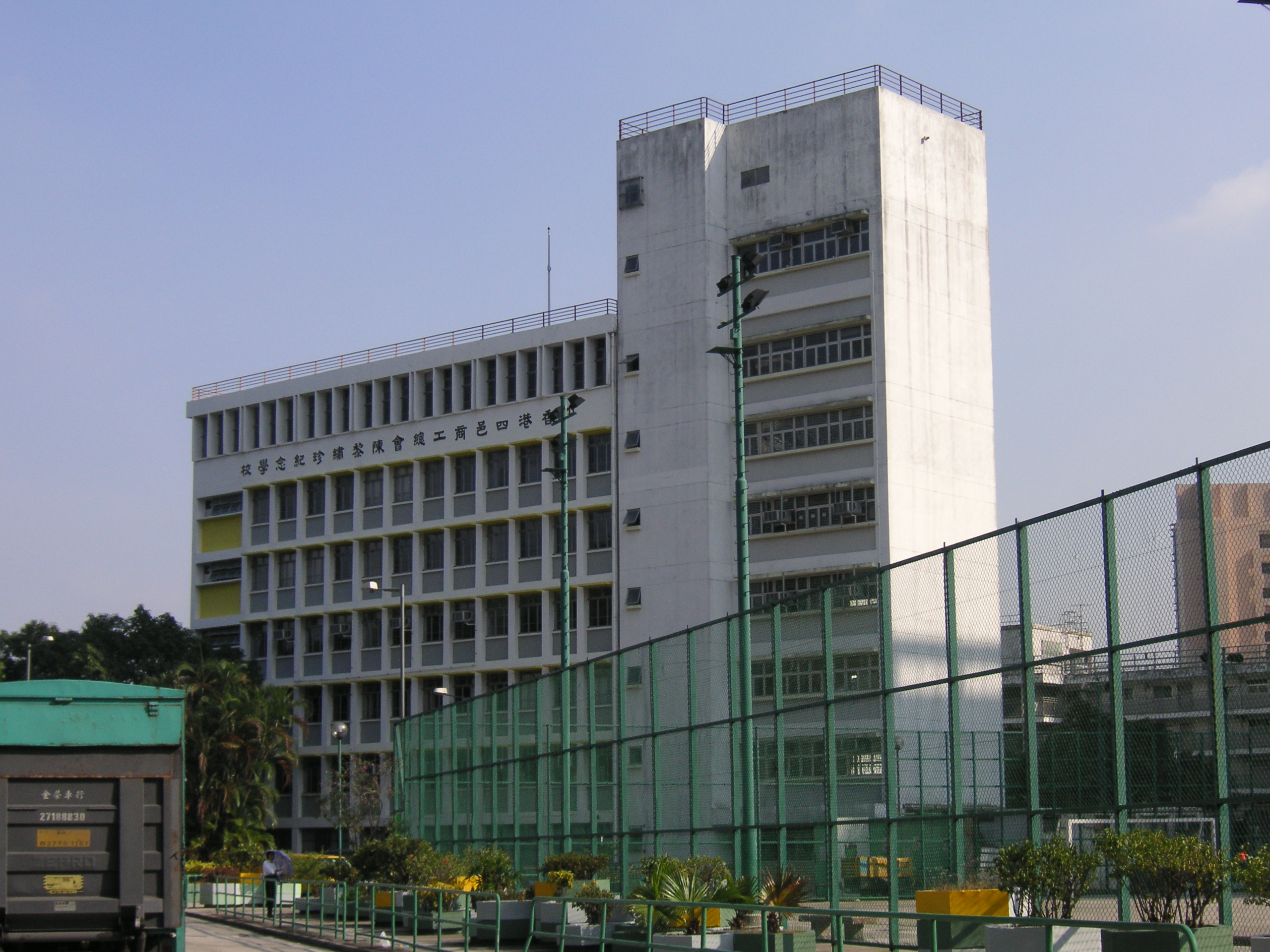
拆卸前的香港四邑商工總會陳黎繡珍紀念學校校舍（2005年11月）
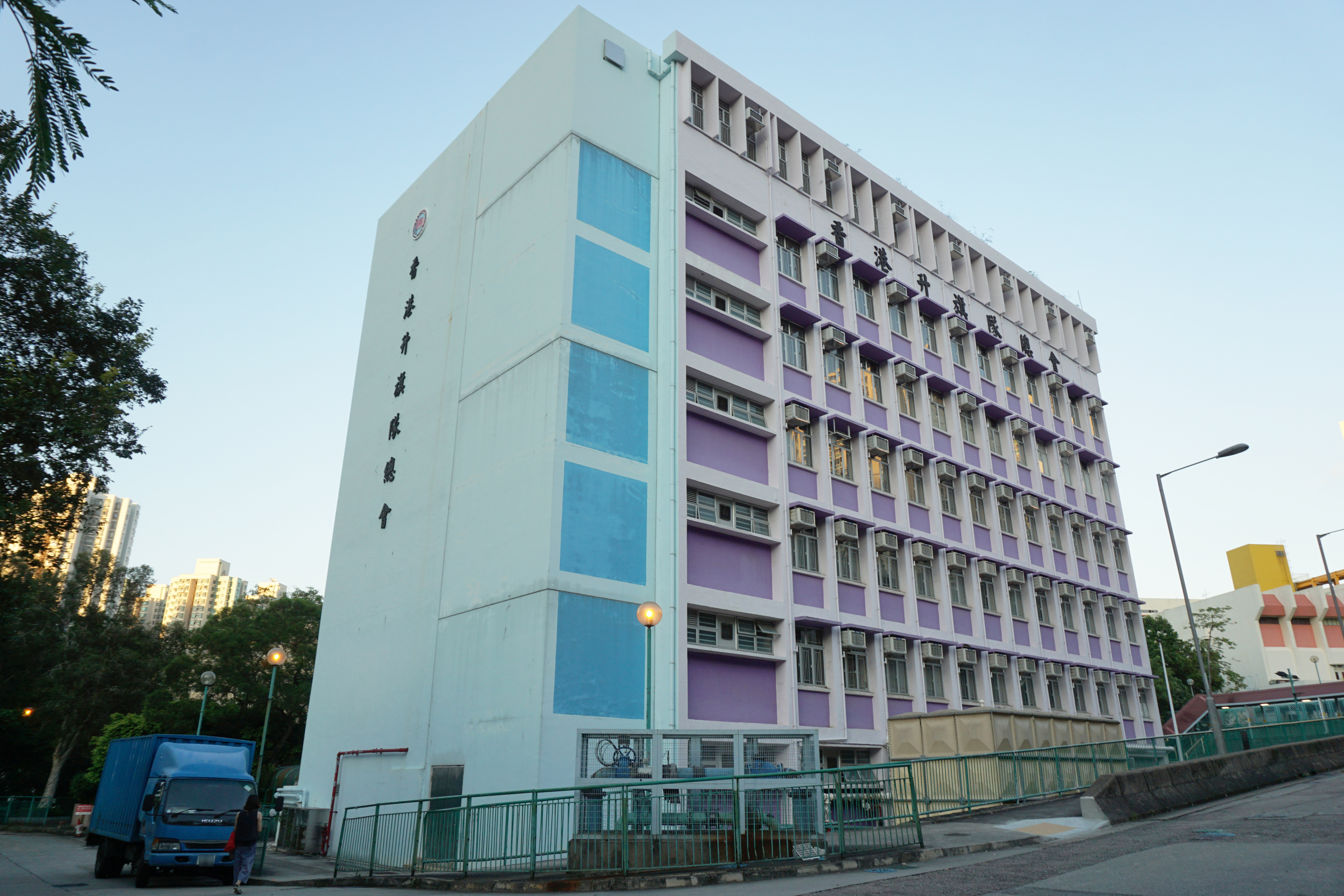
拆卸前的香港升旗隊總會（2017年9月）

### 幼稚園
- 香港基督教女青年會青衣幼兒學校（1984年創辦）（長青邨青荷樓平台1樓）
- 路德會長青幼兒園（1993年創辦）（長青邨青葵樓3樓309至314室）（上址4樓以前是青葵幼稚園，1977年創辦）

### 早期教育及訓練中心
- 協康會長青中心（長青邨青葵樓地下110-112室及三樓）

## 邨內及社區設施

### 商業設施及停車場
- 長青商場、街市及停車場

### 社區服務設施及休憩用地
- 足球場
- 長青社區中心：青荷樓平台一樓
- 陸瀚民立法會議員辦事處：青榕樓126室
- 莫綺琪議員辦事處：青榕樓126室[8]

已結束
- 香港升旗隊總會（現為青荷樓）
- 韓俊賢議員辦事處：青榕樓126室[9]

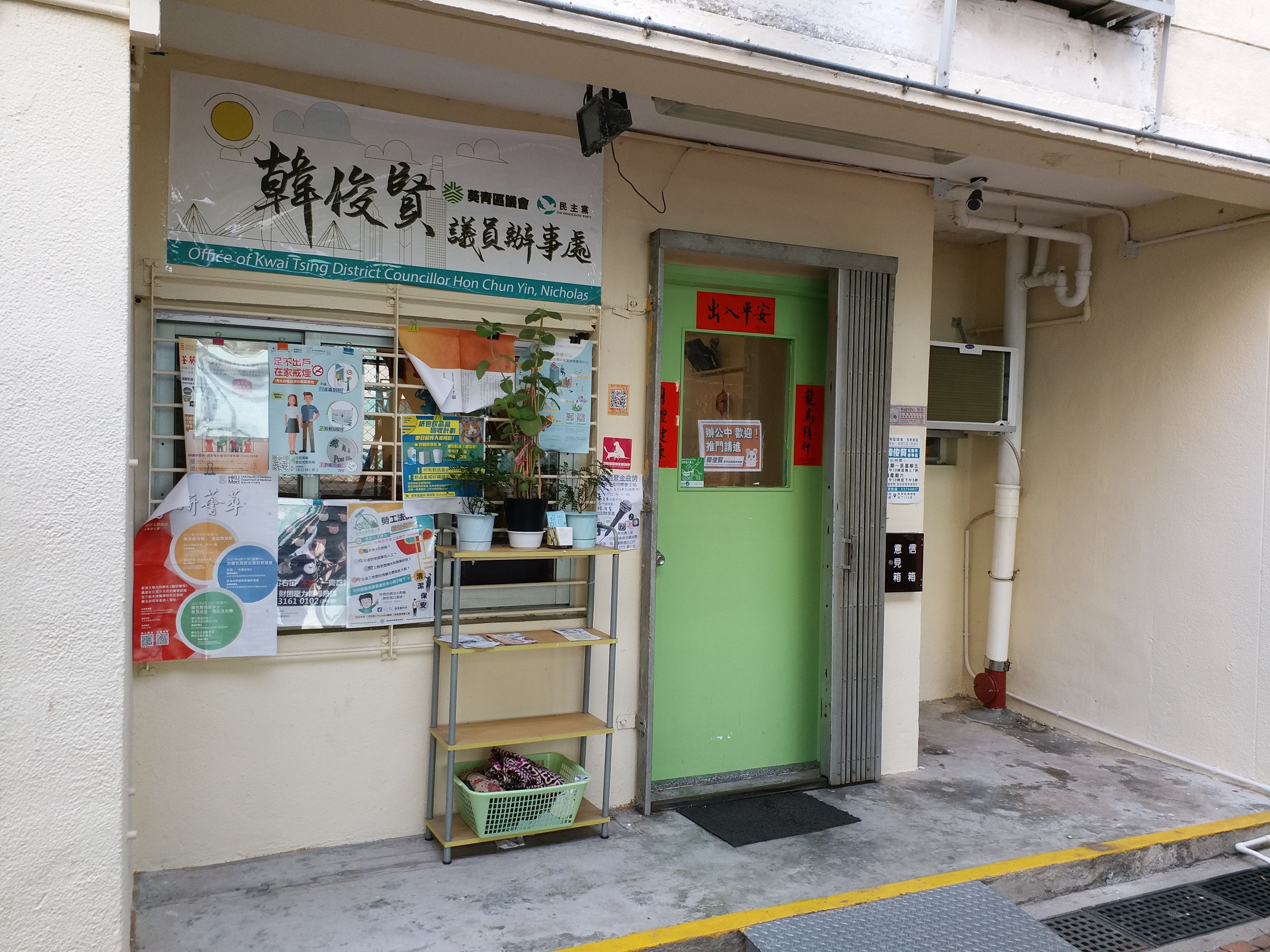
結業前的韓俊賢議員辦事處（2021年3月）
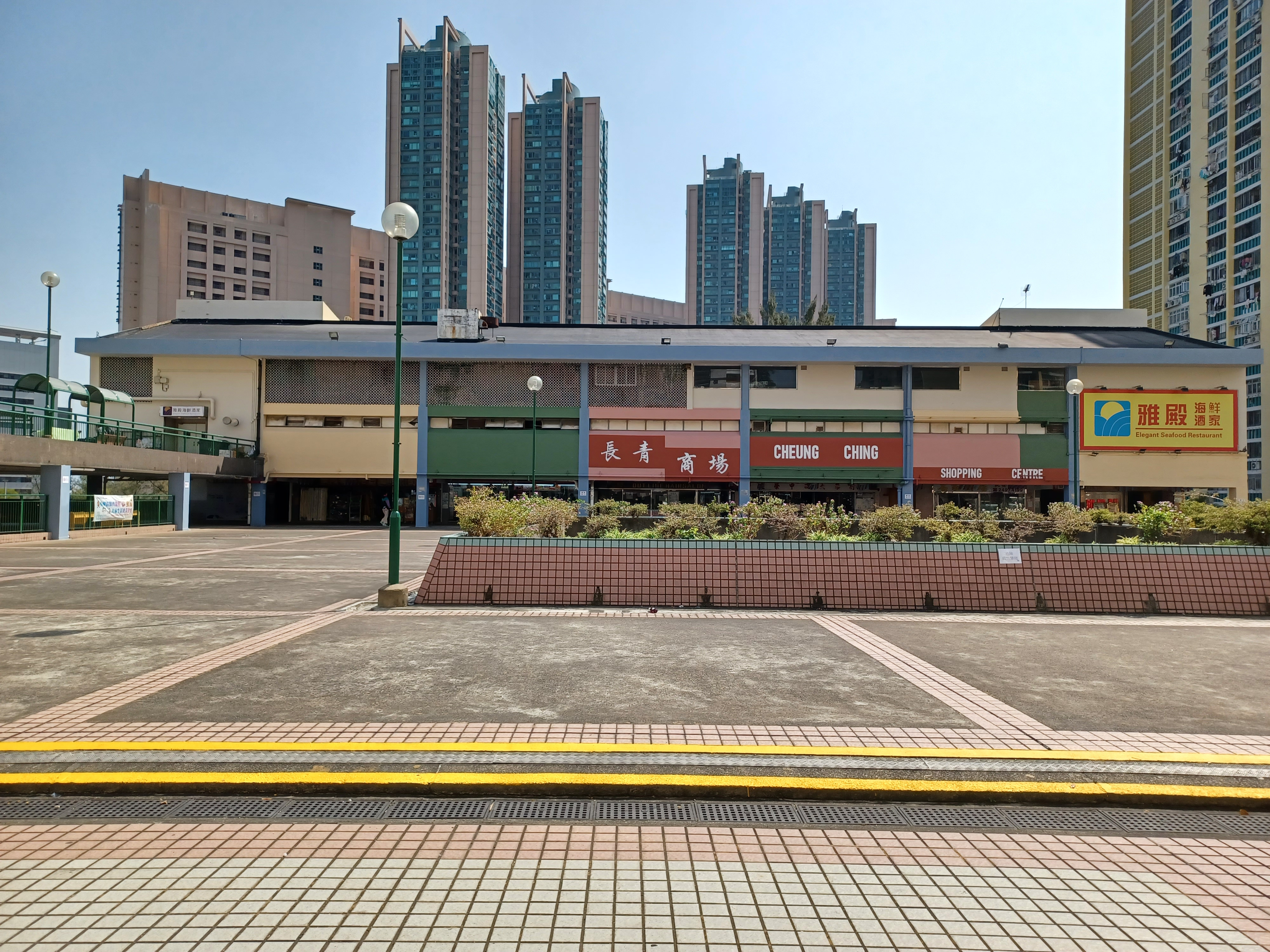
長青商場商舖（2023年2月）
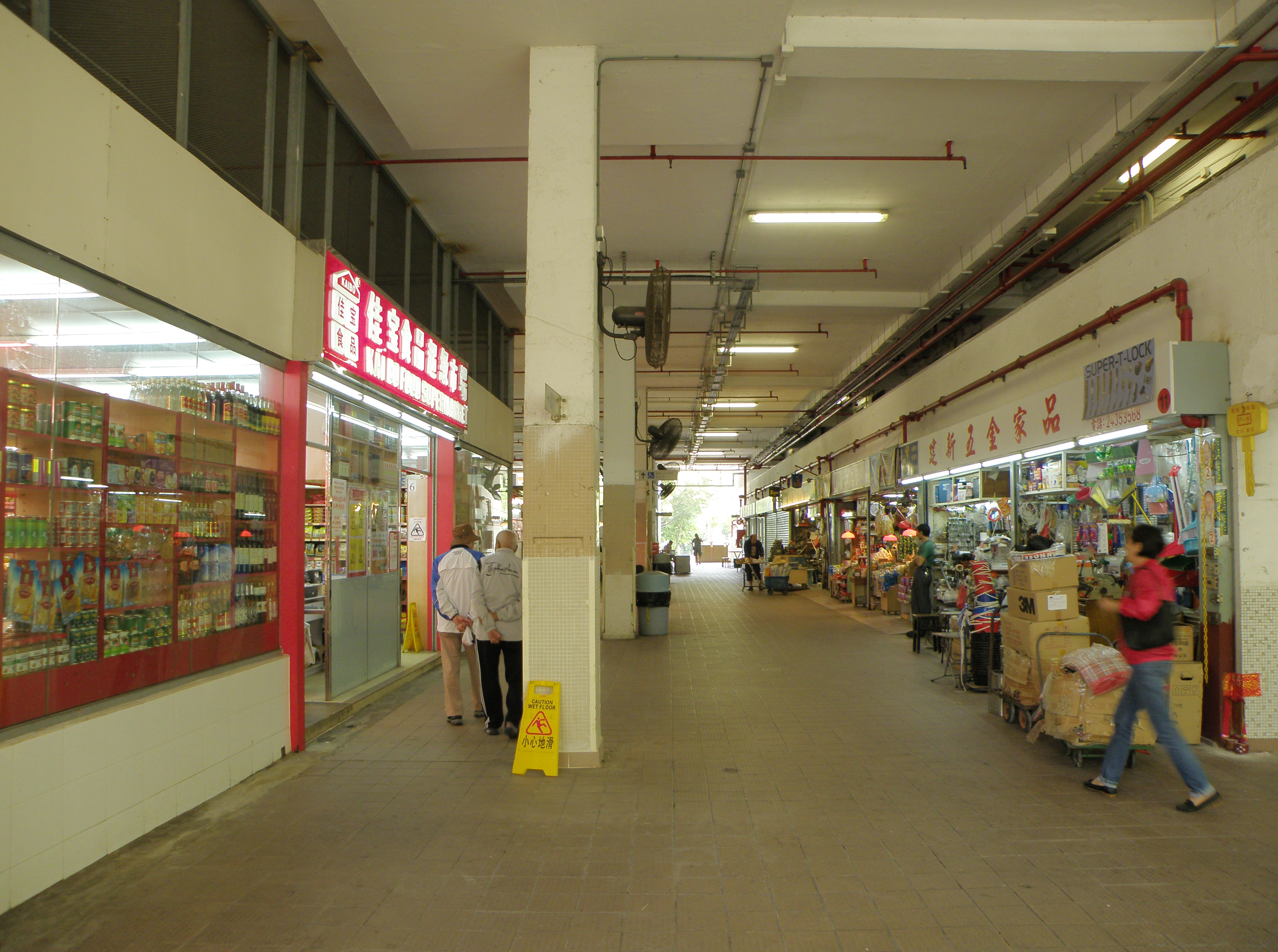
長青街市
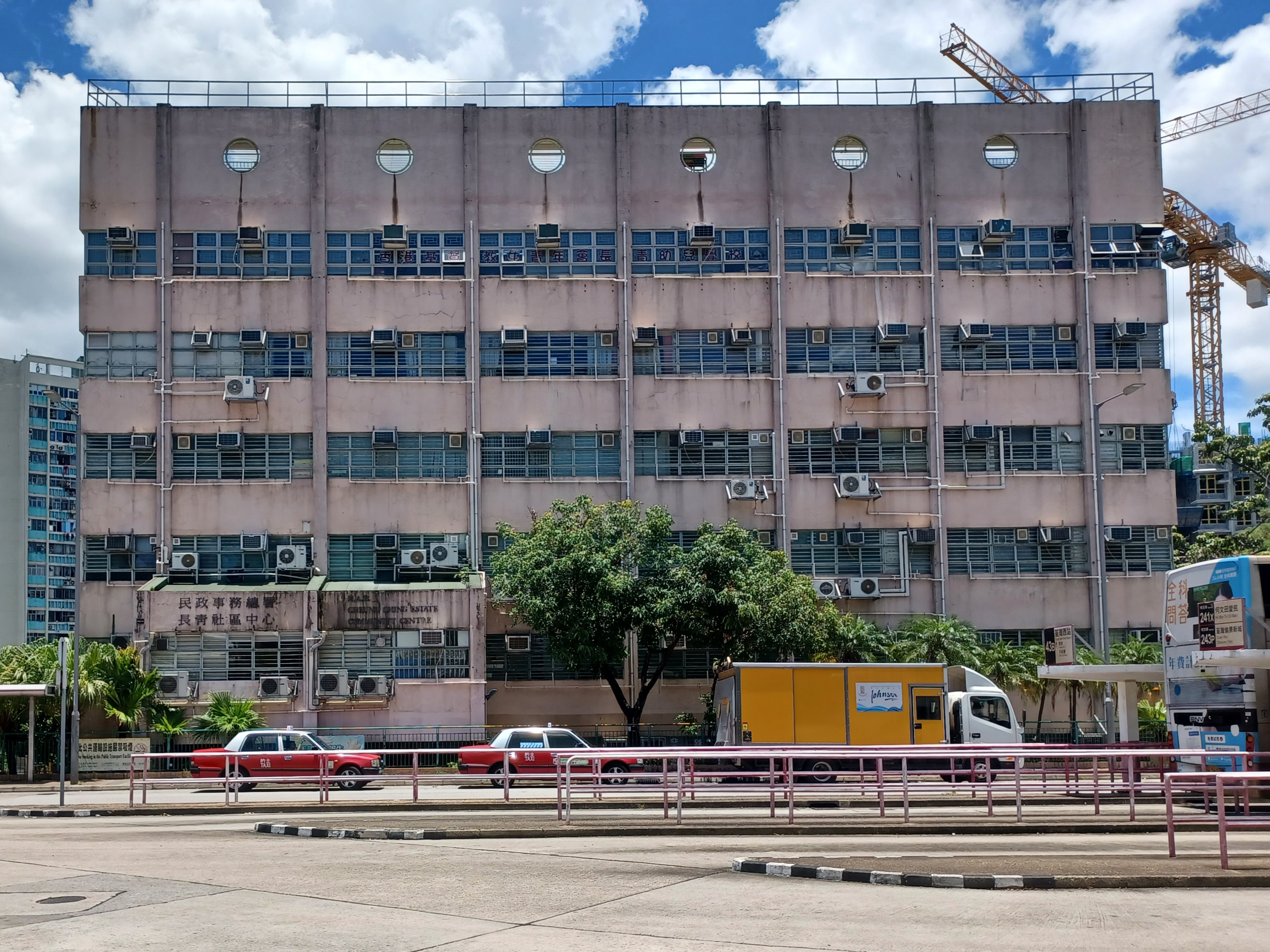
長青社區中心（2022年7月；此社區中心將擬建兩幢公屋）
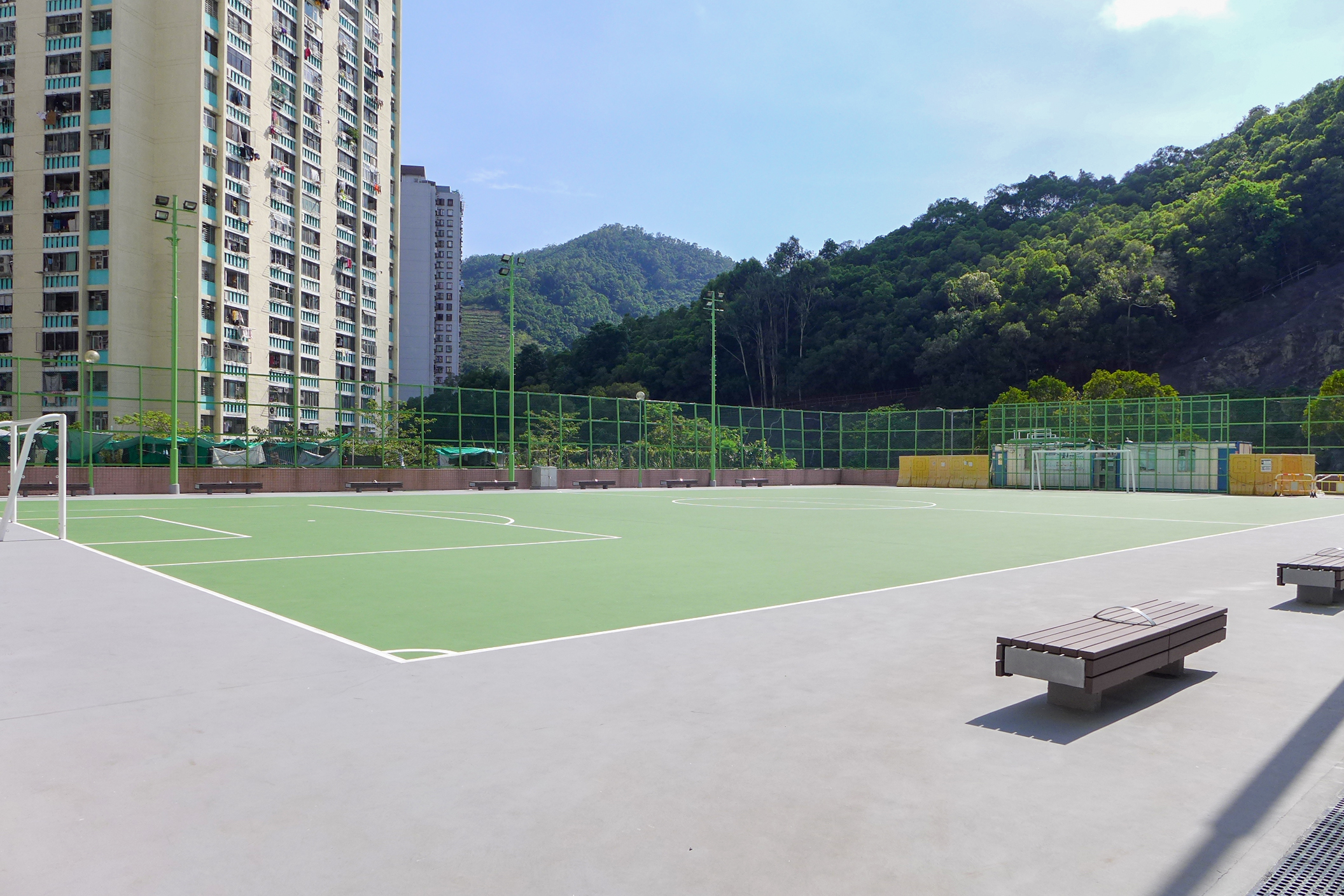
足球場
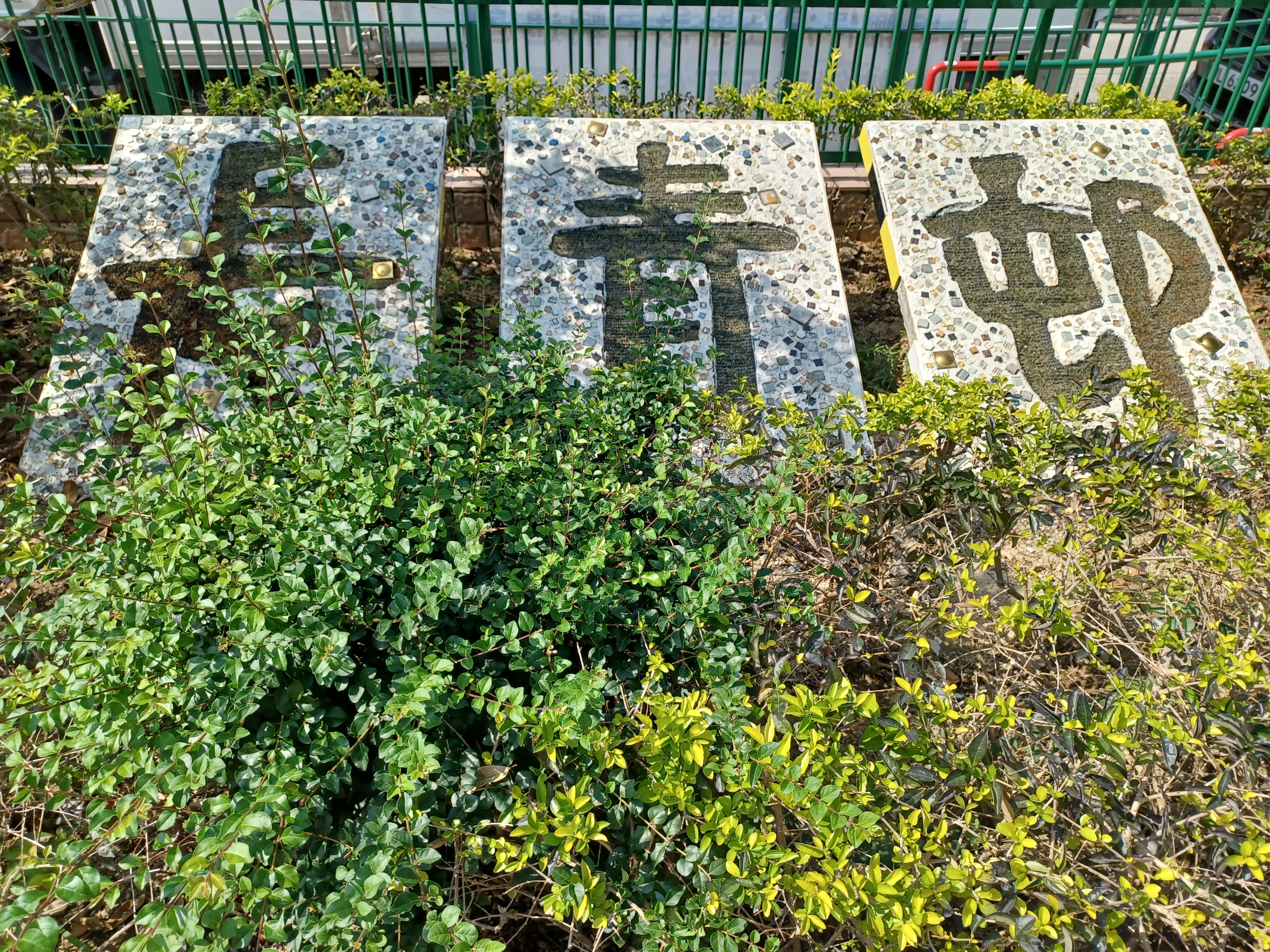
凹板印刷風格的邨名花圃，位於青桃樓巴士站對出（2023年2月）
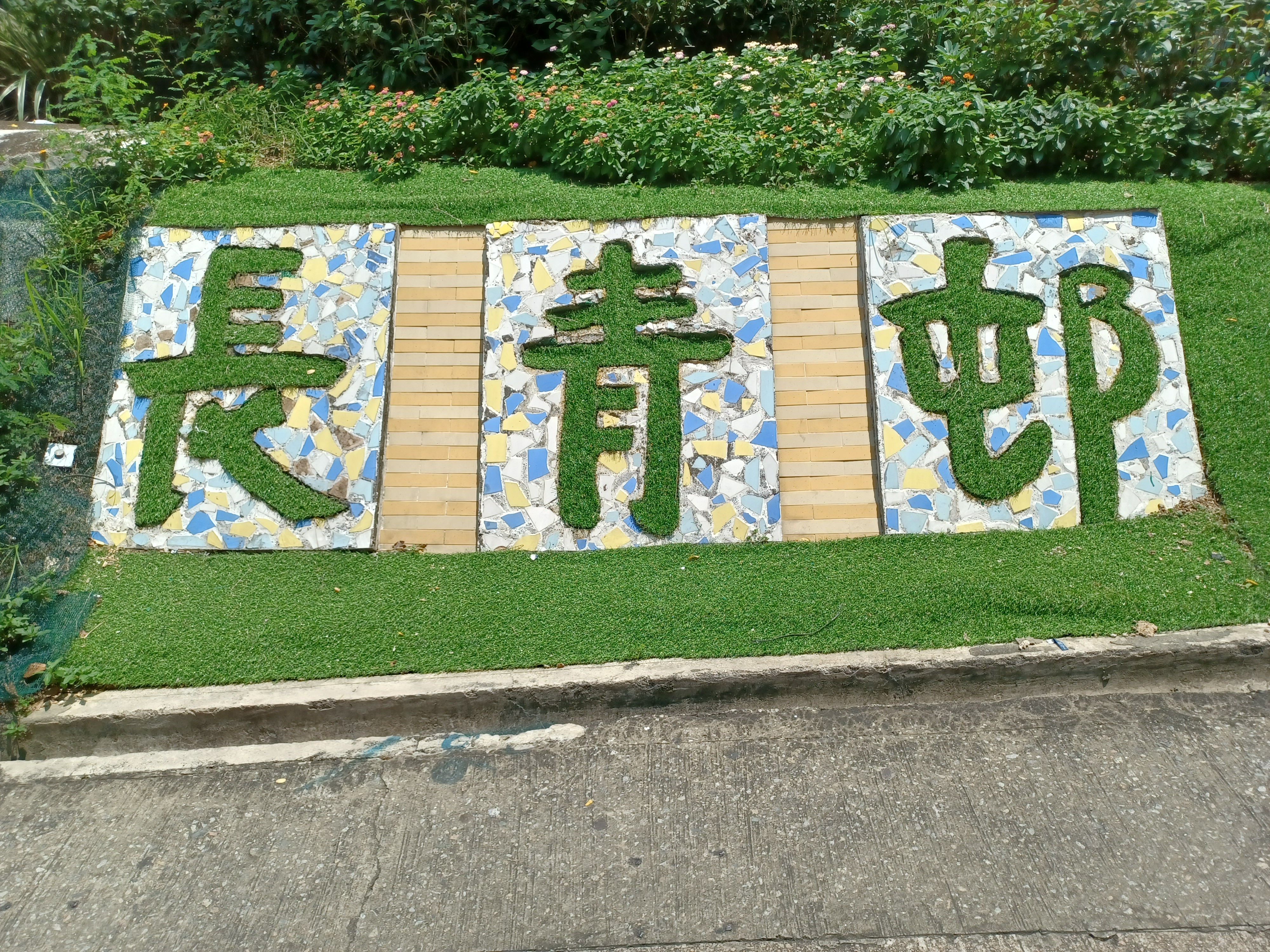
凹板印刷風格的邨名花圃，位於青楊樓斜坡

### 加建期間的圖片庫

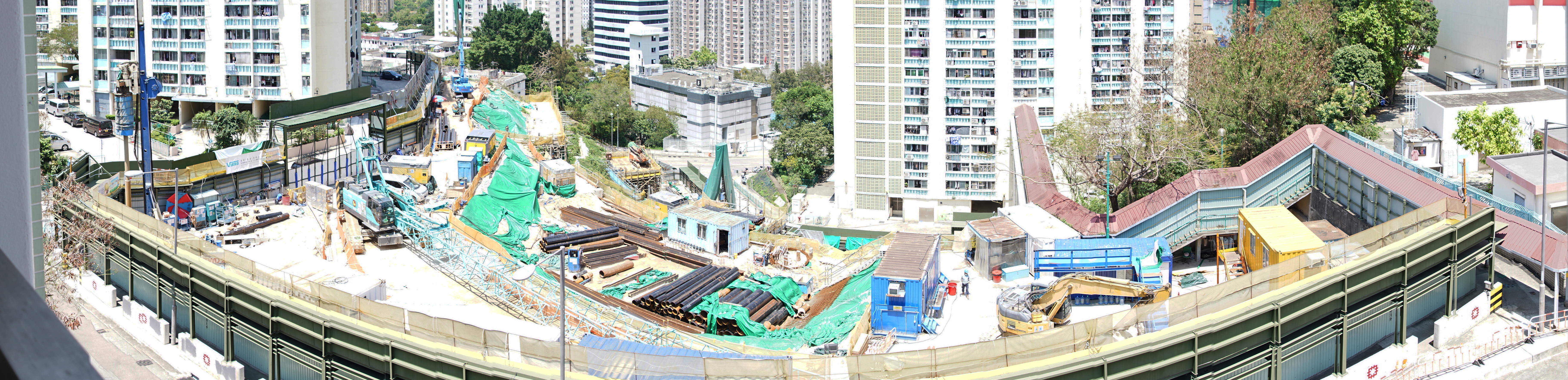
青衣青康路北公營房屋發展計劃第一期（青荷樓）地盤，曾為張氏宗親總會張熾昌紀念小學所在地與青楊樓行人天橋（2020年4月）
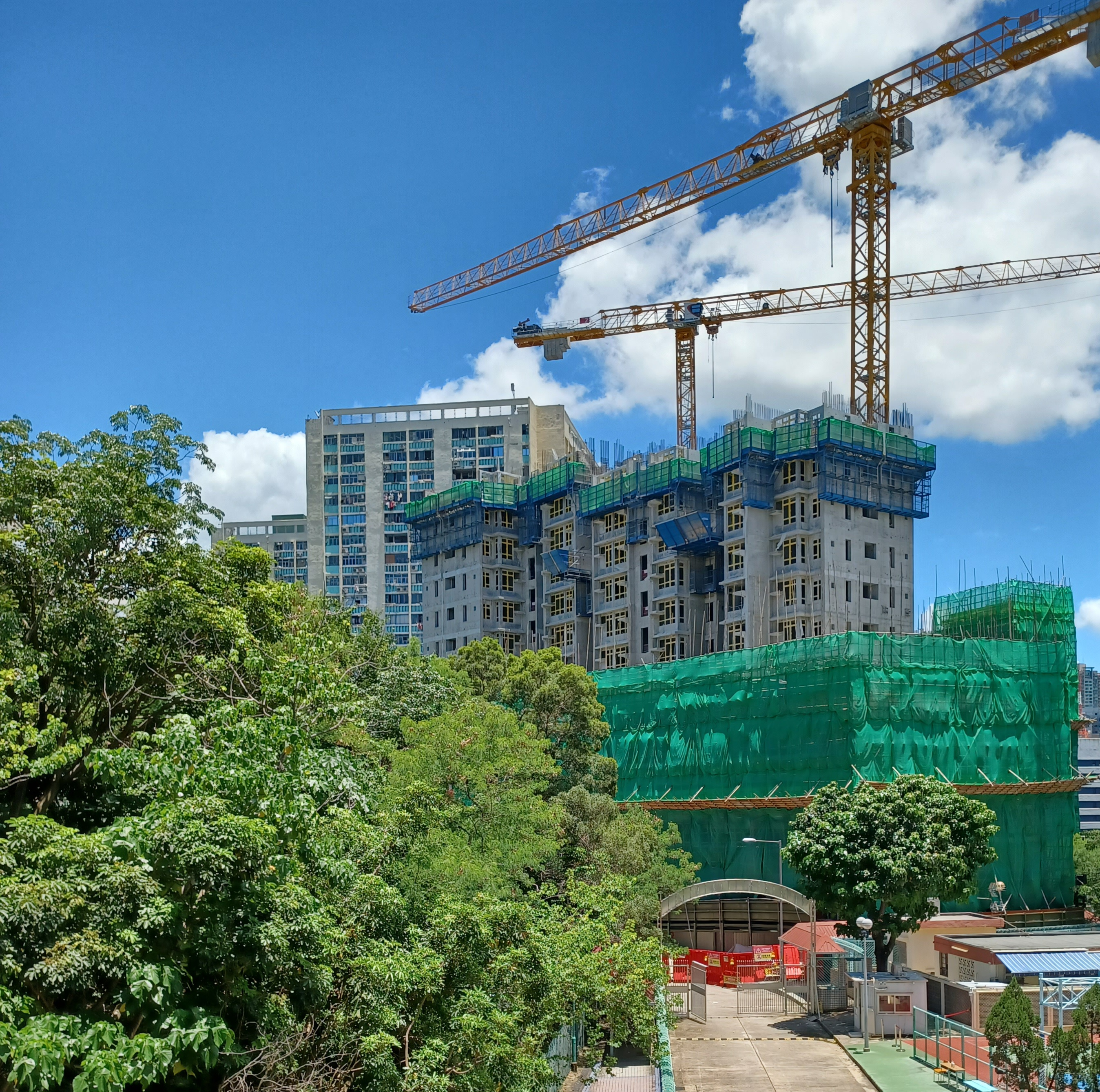
青康路北公營房屋發展計劃第一期（青荷樓）地盤（2022年7月）
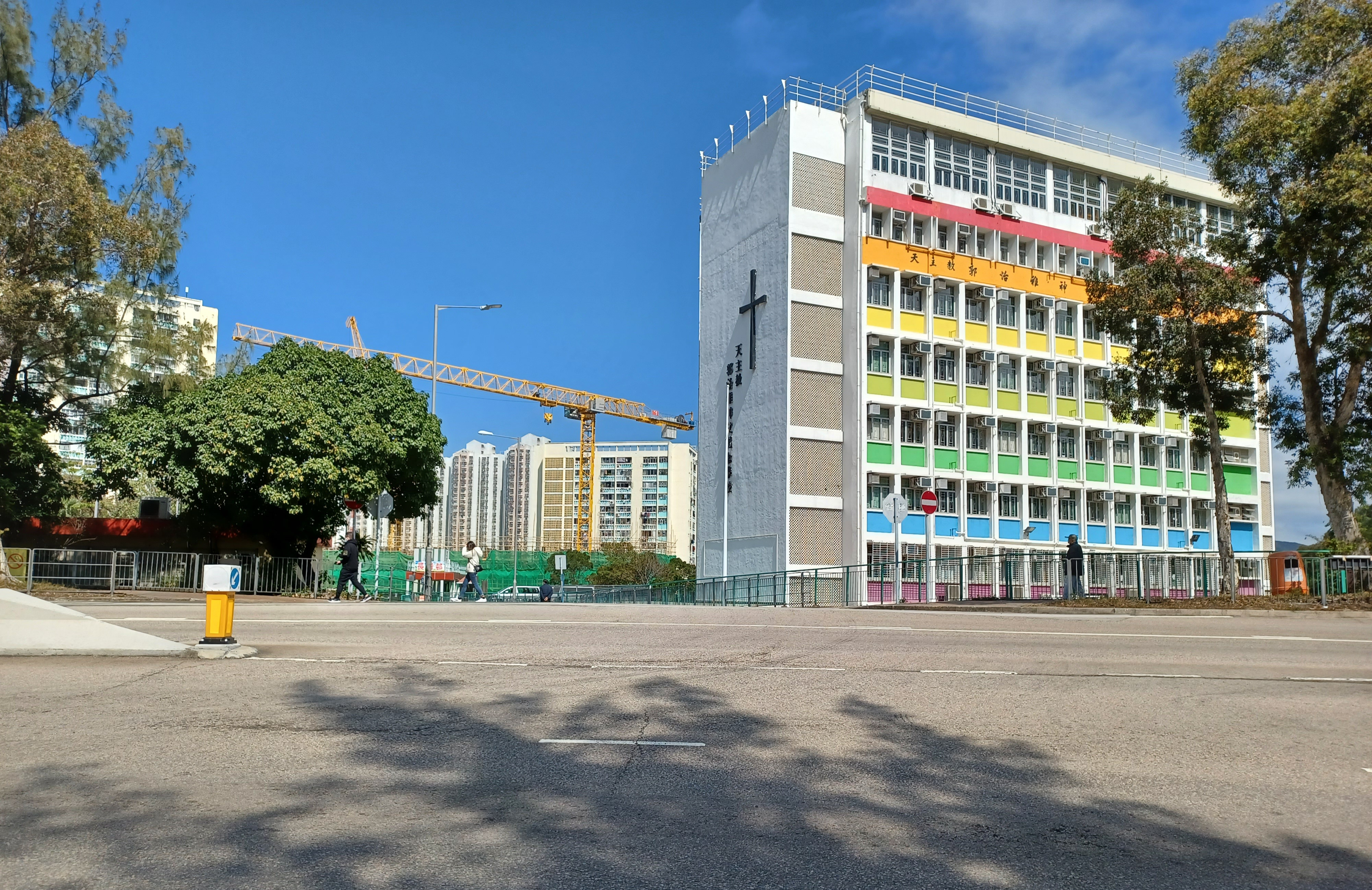
興建中之青荷樓與天主教郭怡雅神父紀念學校（2022年2月）
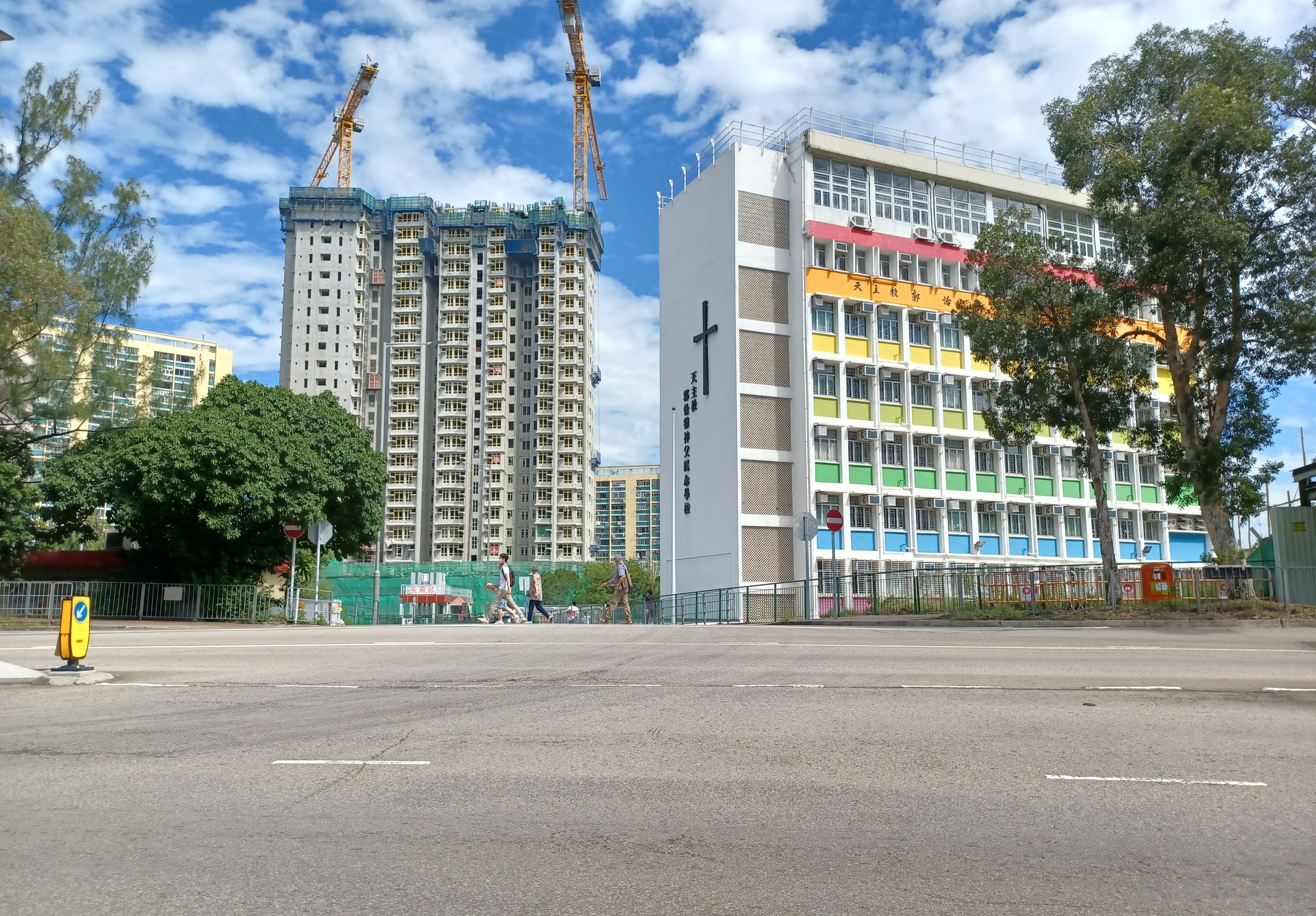
興建中之青荷樓與天主教郭怡雅神父紀念學校（2022年10月）
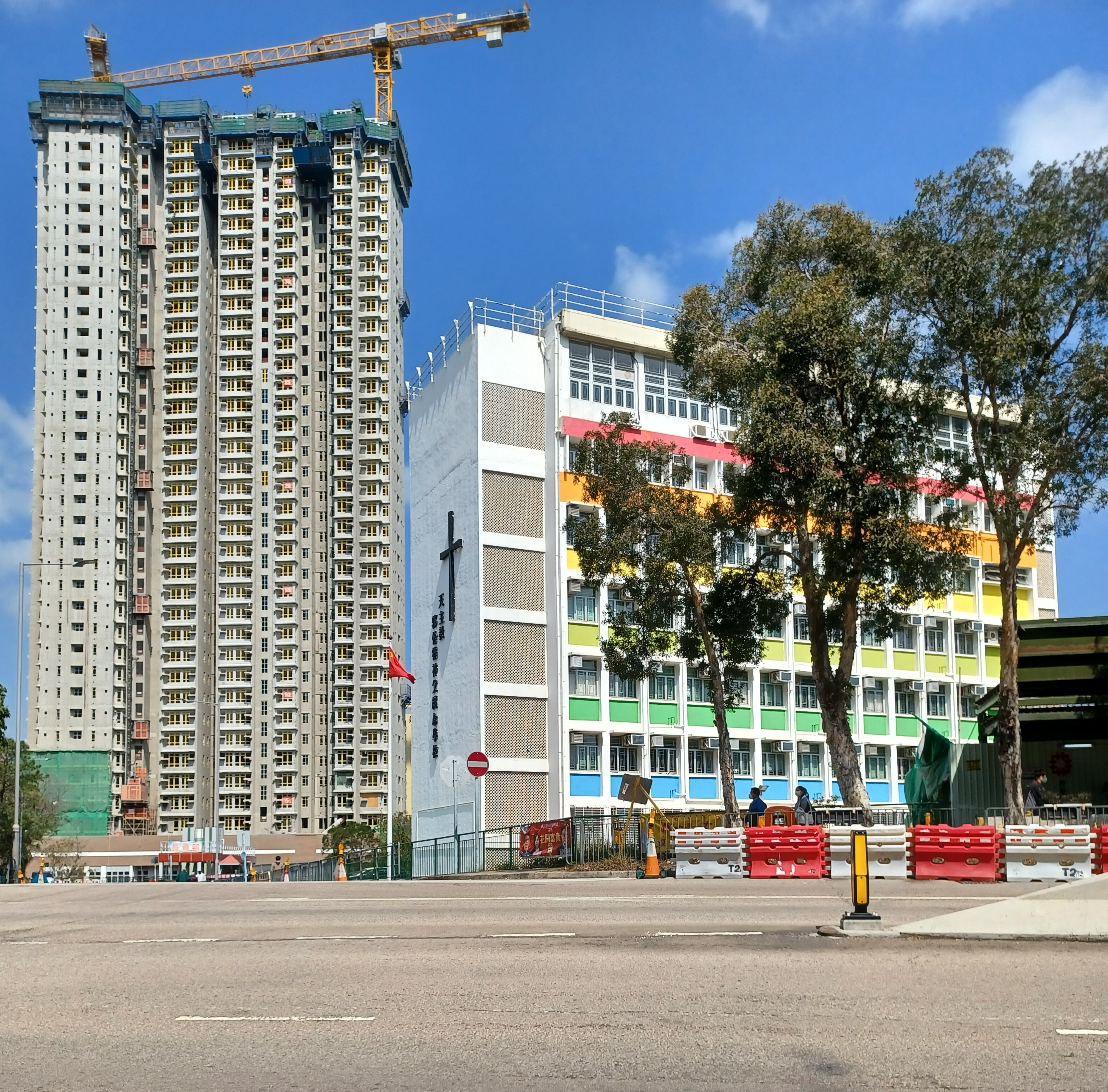
興建中之青荷樓與天主教郭怡雅神父紀念學校（2023年2月）
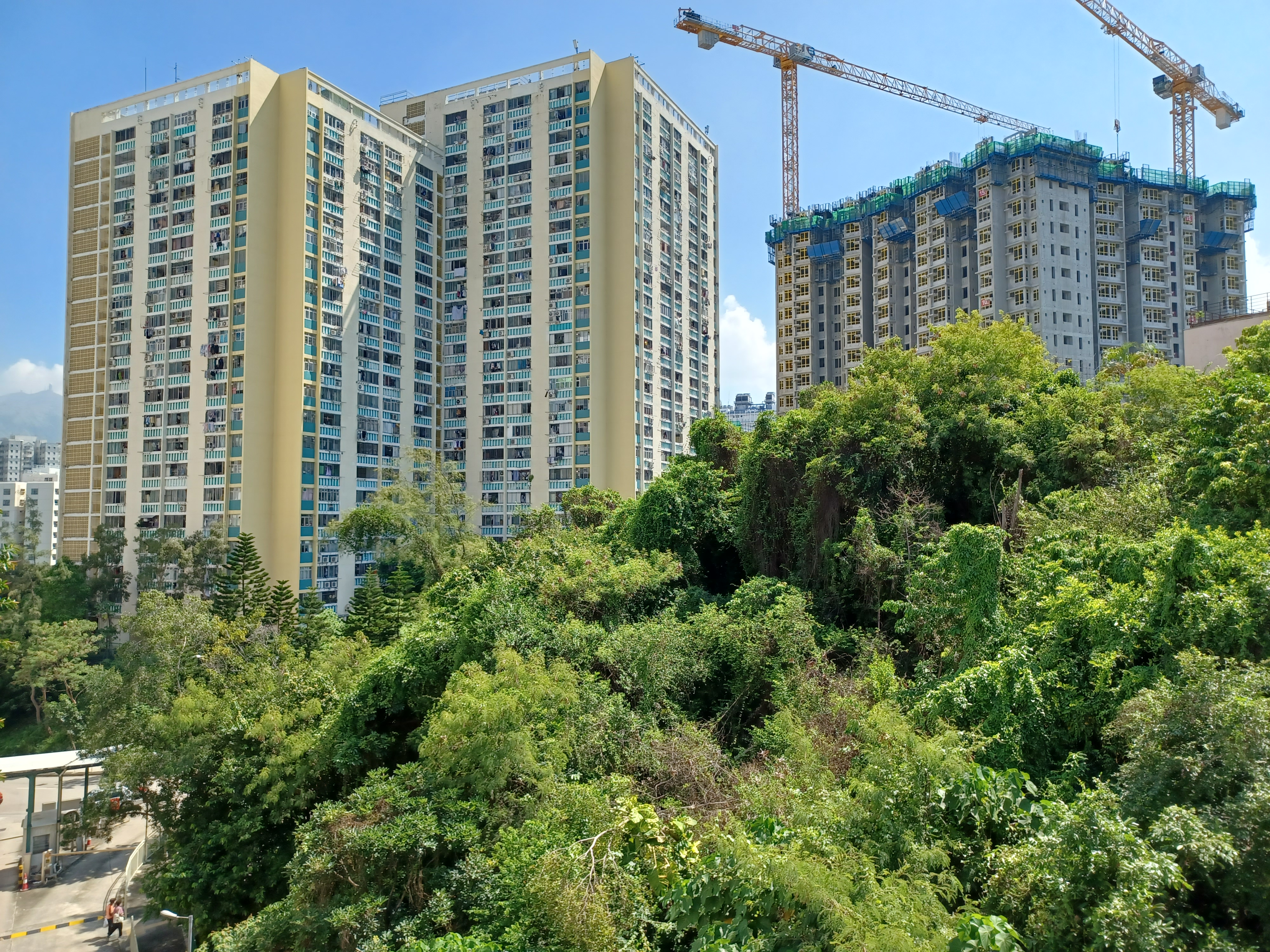
青梅樓與興建中之青荷樓（2022年8月）
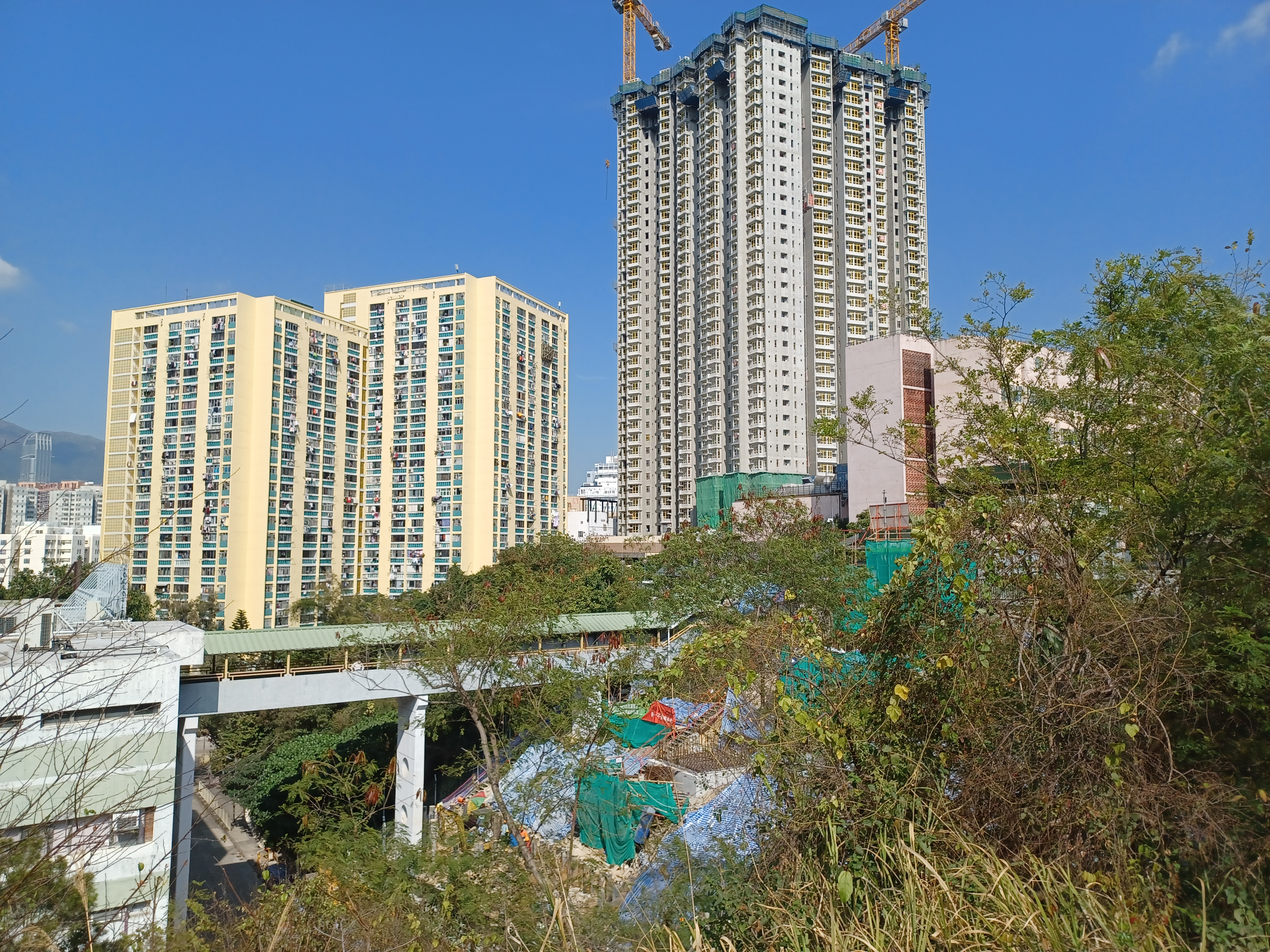
青梅樓與興建中之青荷樓（2023年2月）
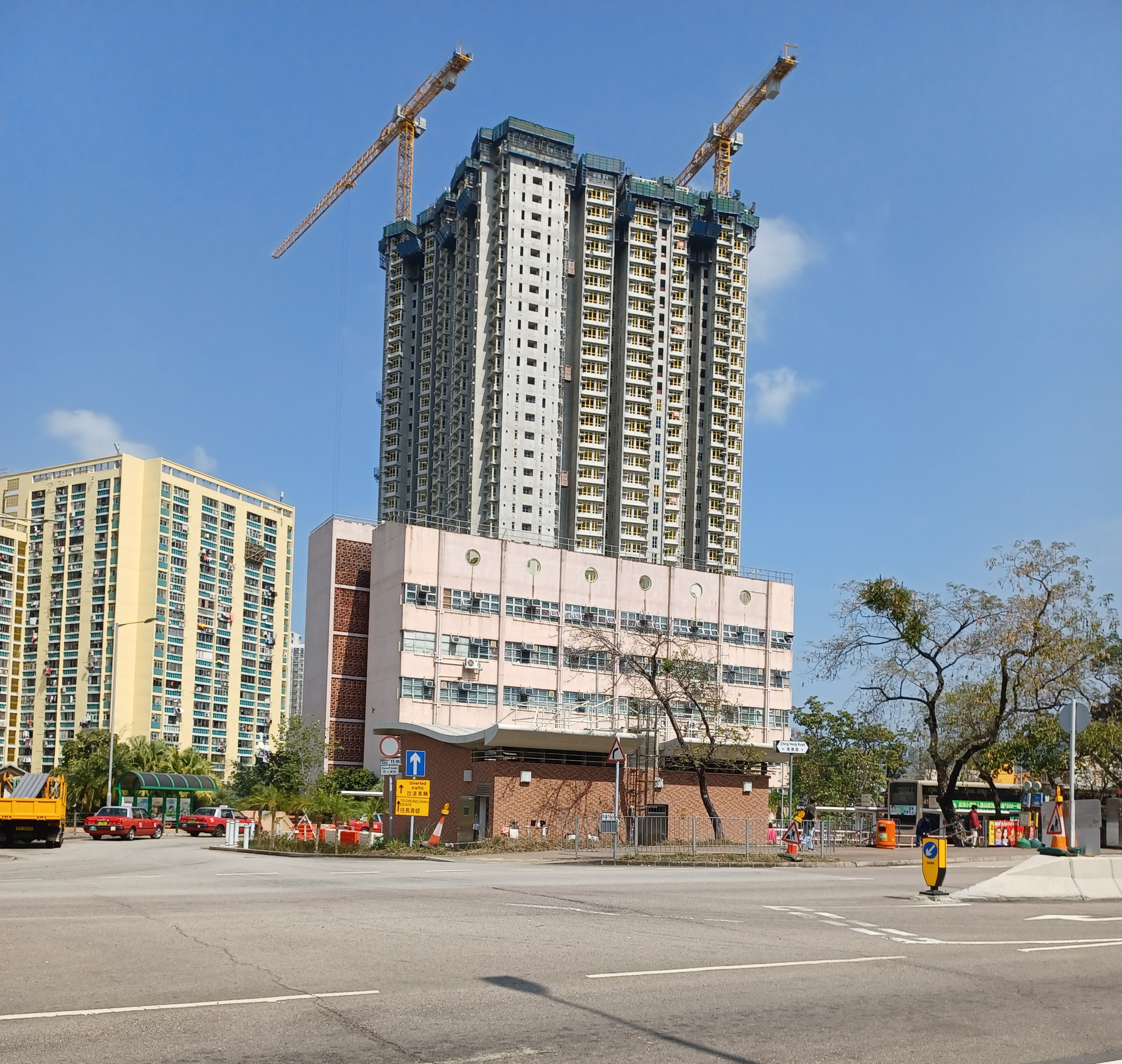
興建中之青荷樓與長青社區會堂（2023年2月）
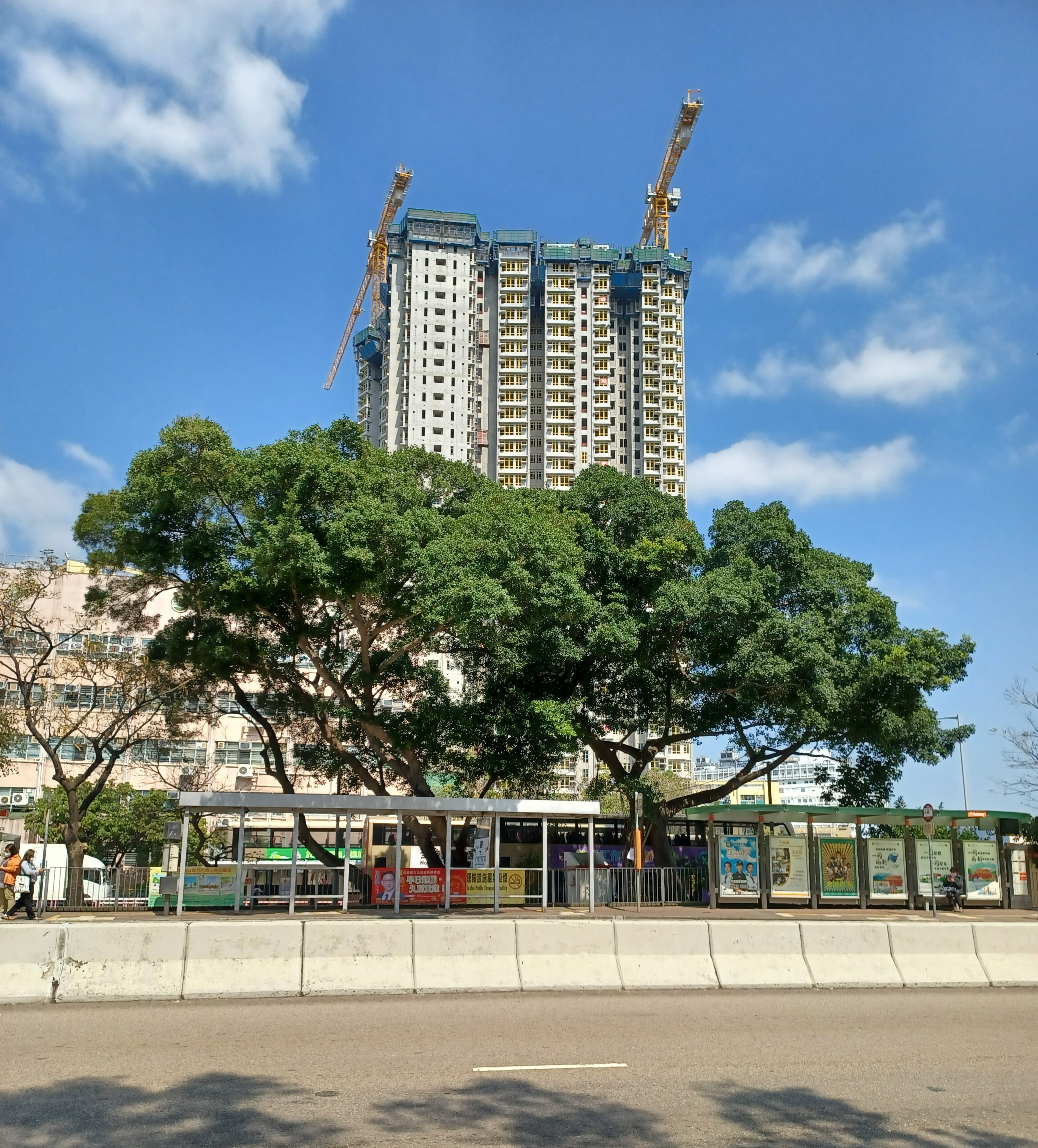
興建中之青荷樓（2023年2月）
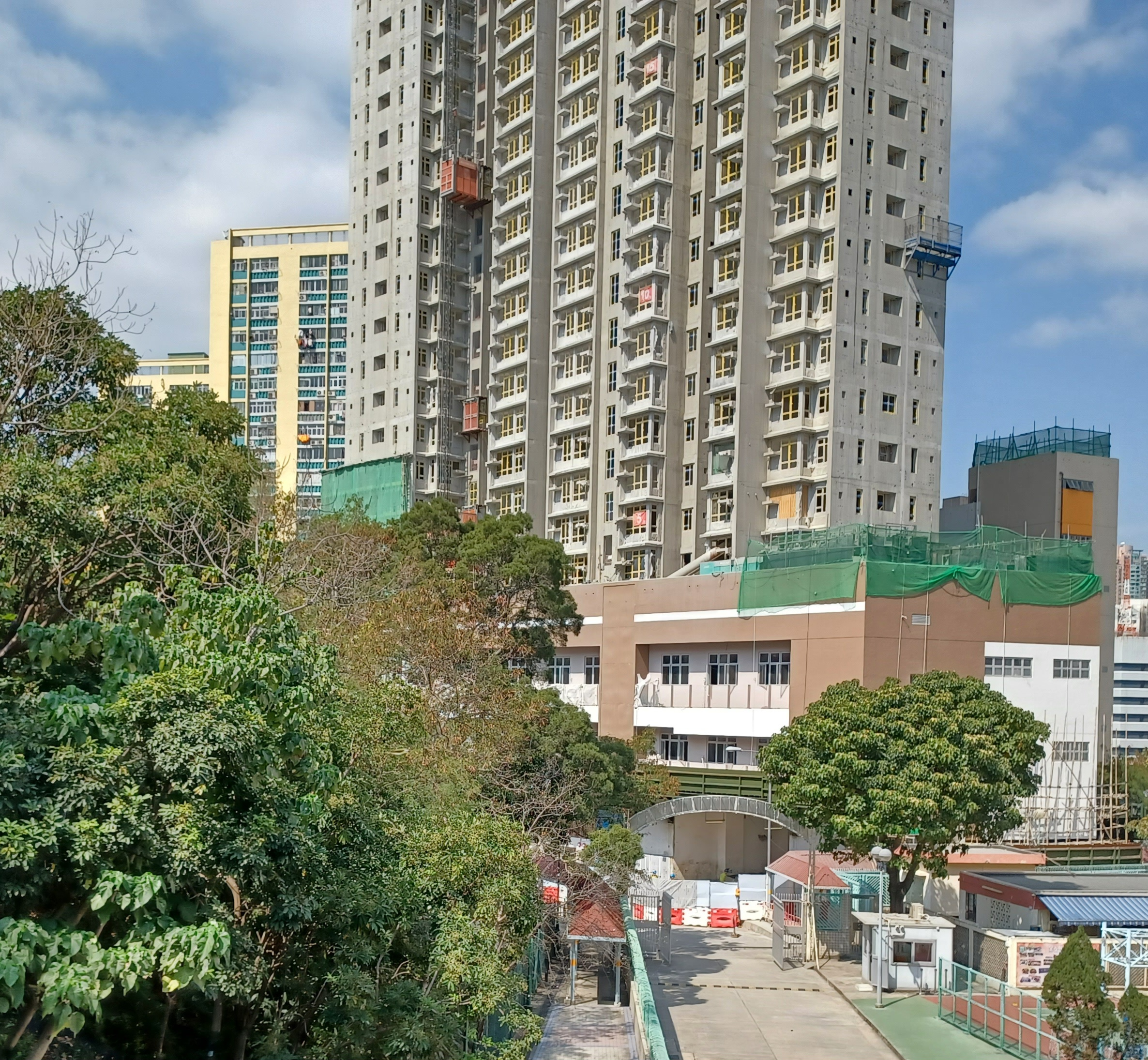
興建中之青荷樓基座（2023年2月）
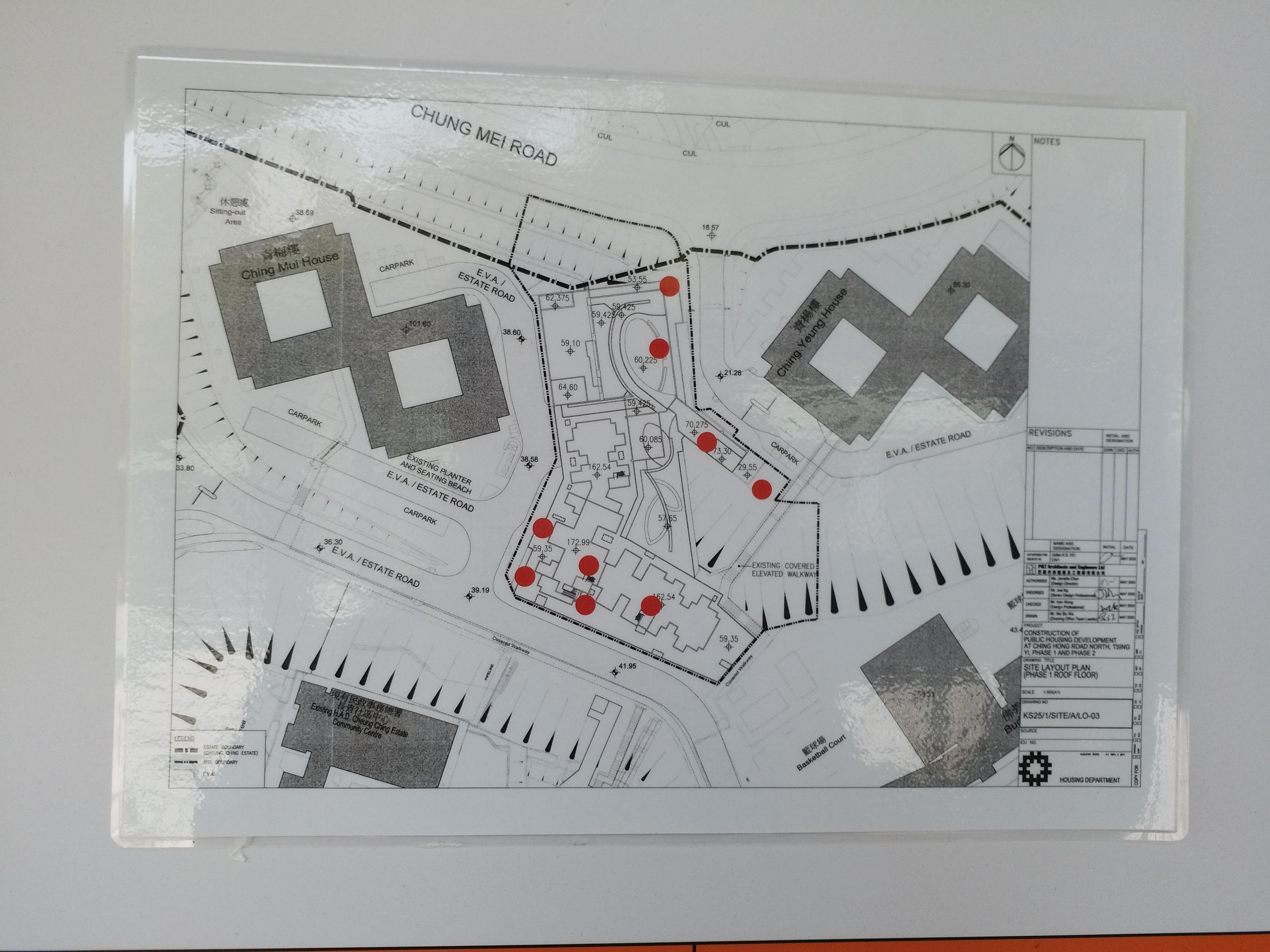
青康路北公營房屋發展計劃第一期（青荷樓）地盤的佈置圖（2021年3月）
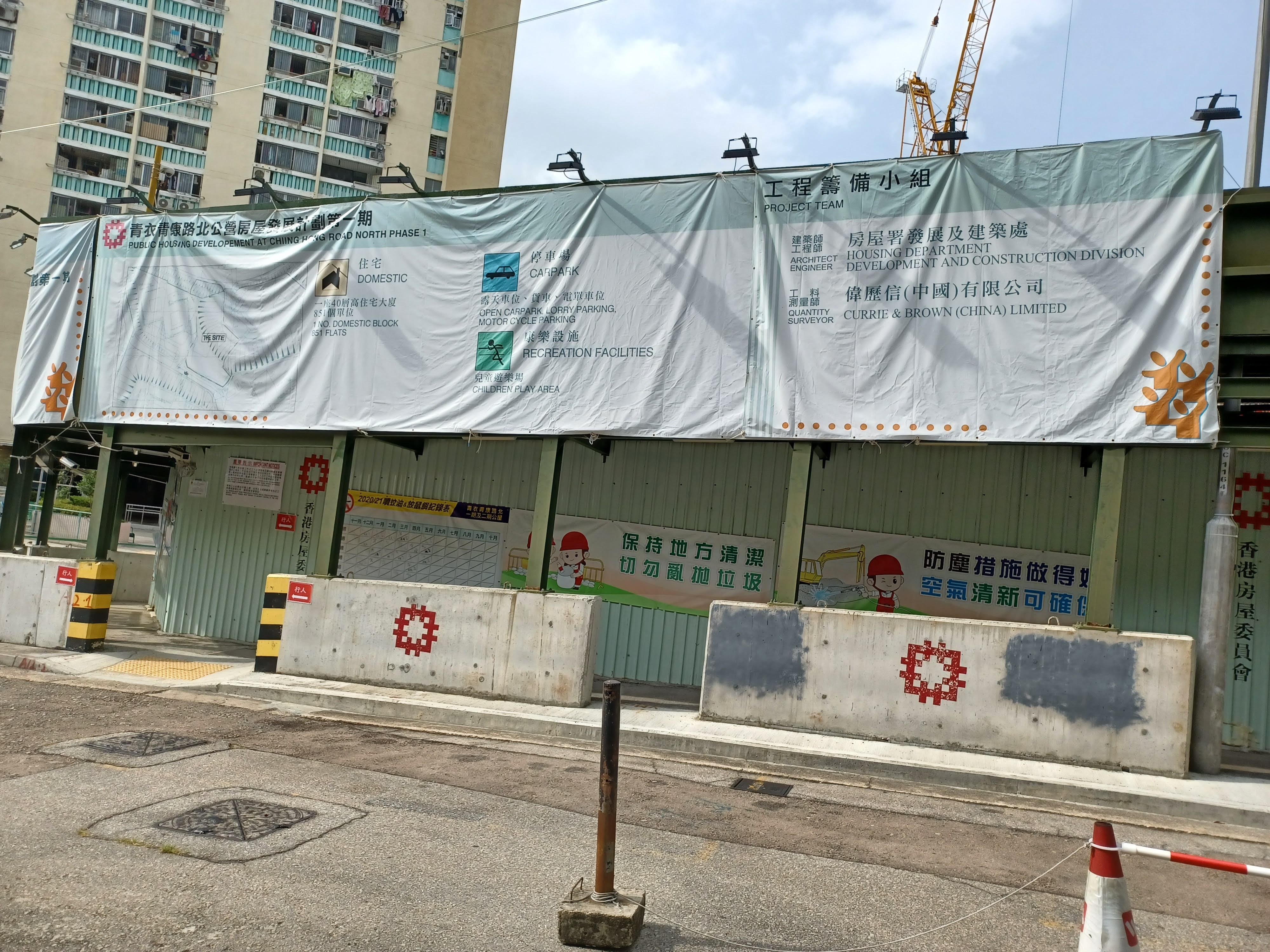
青康路北公營房屋發展計劃第一期（青荷樓）地盤的工程告示板（2021年5月）
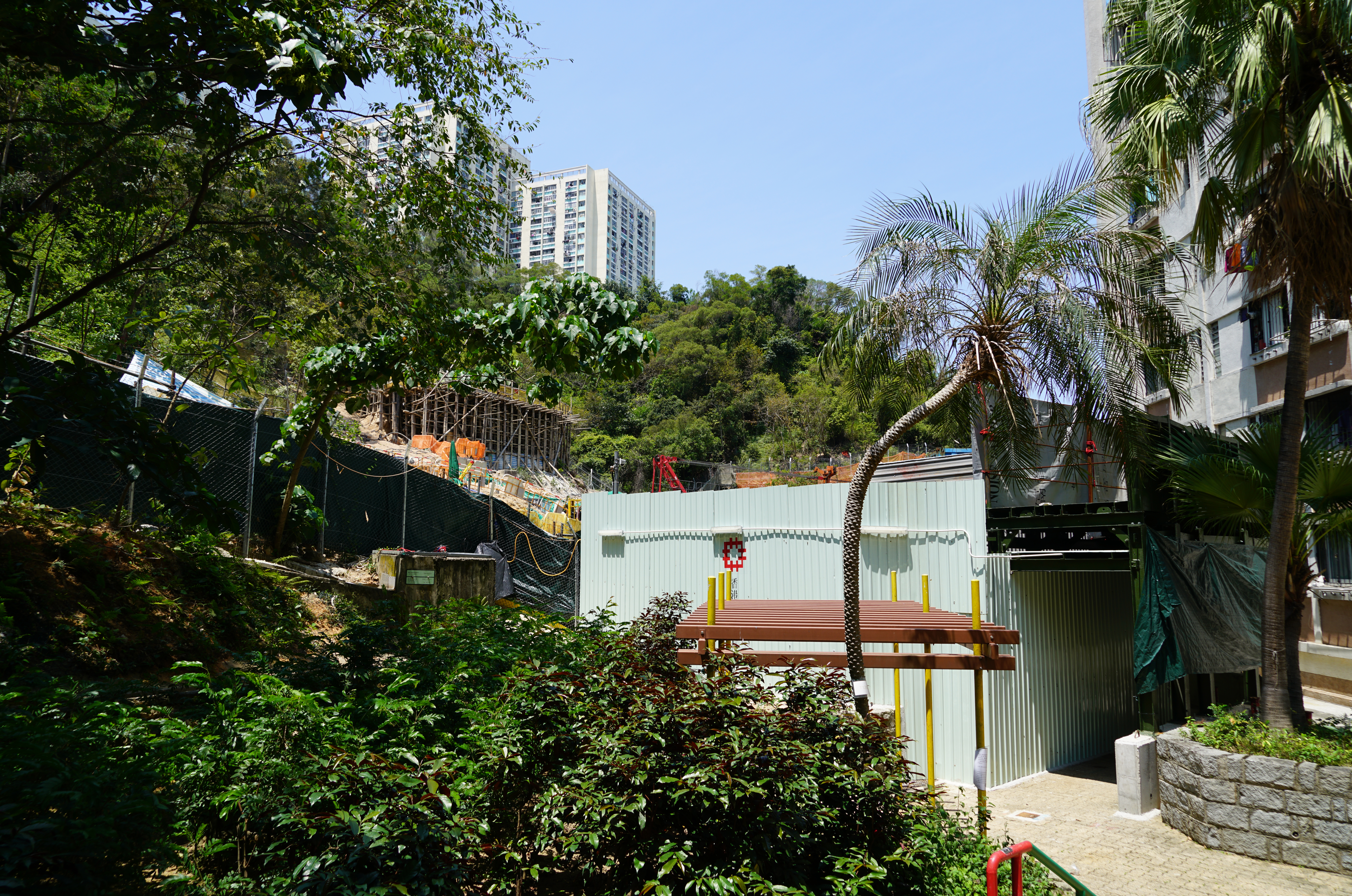
青蘭樓（原青桃樓以北籃球場用地）樓宇地盤（2020年4月）
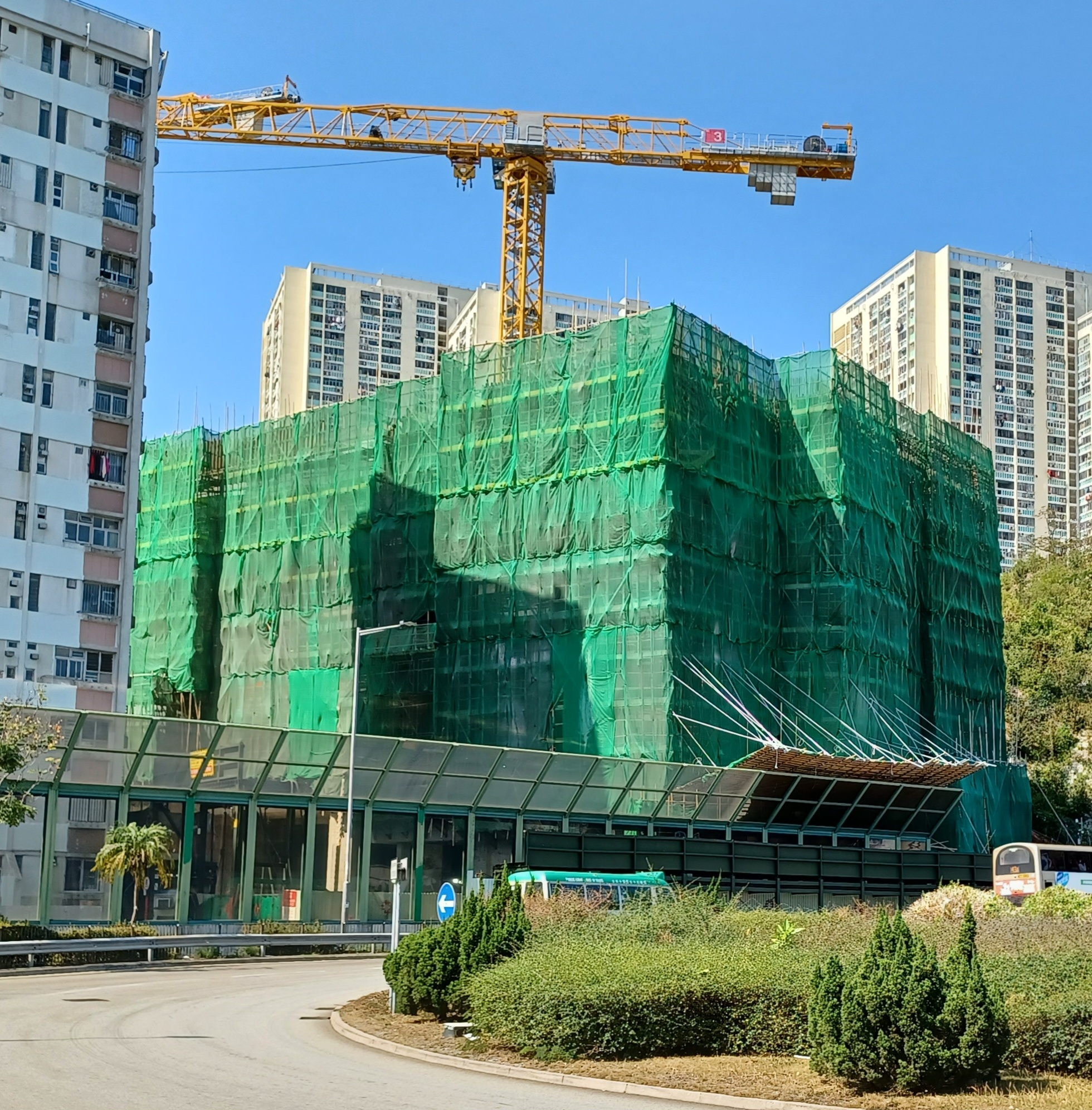
青蘭樓地盤（2022年2月）
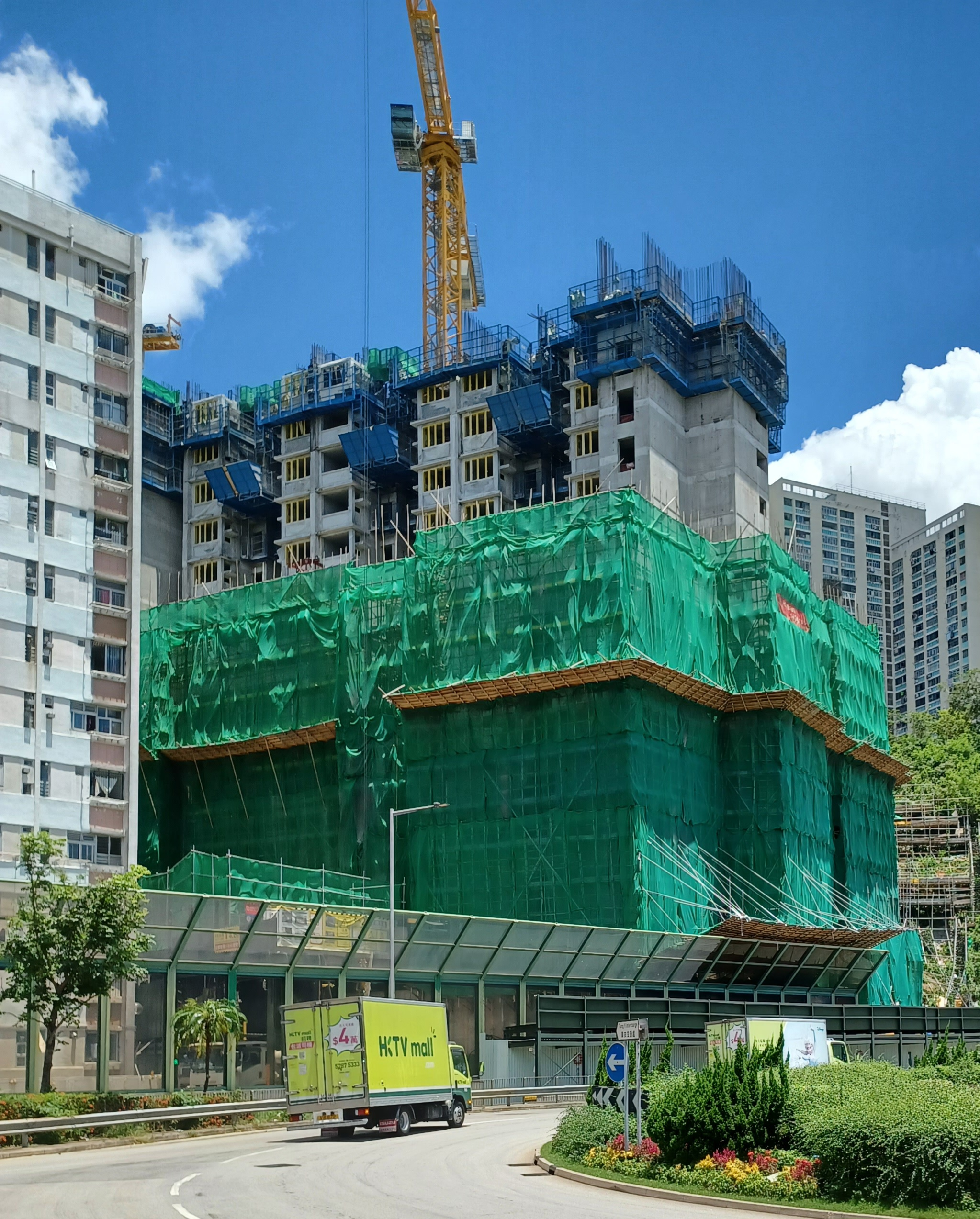
青蘭樓地盤（2022年7月）
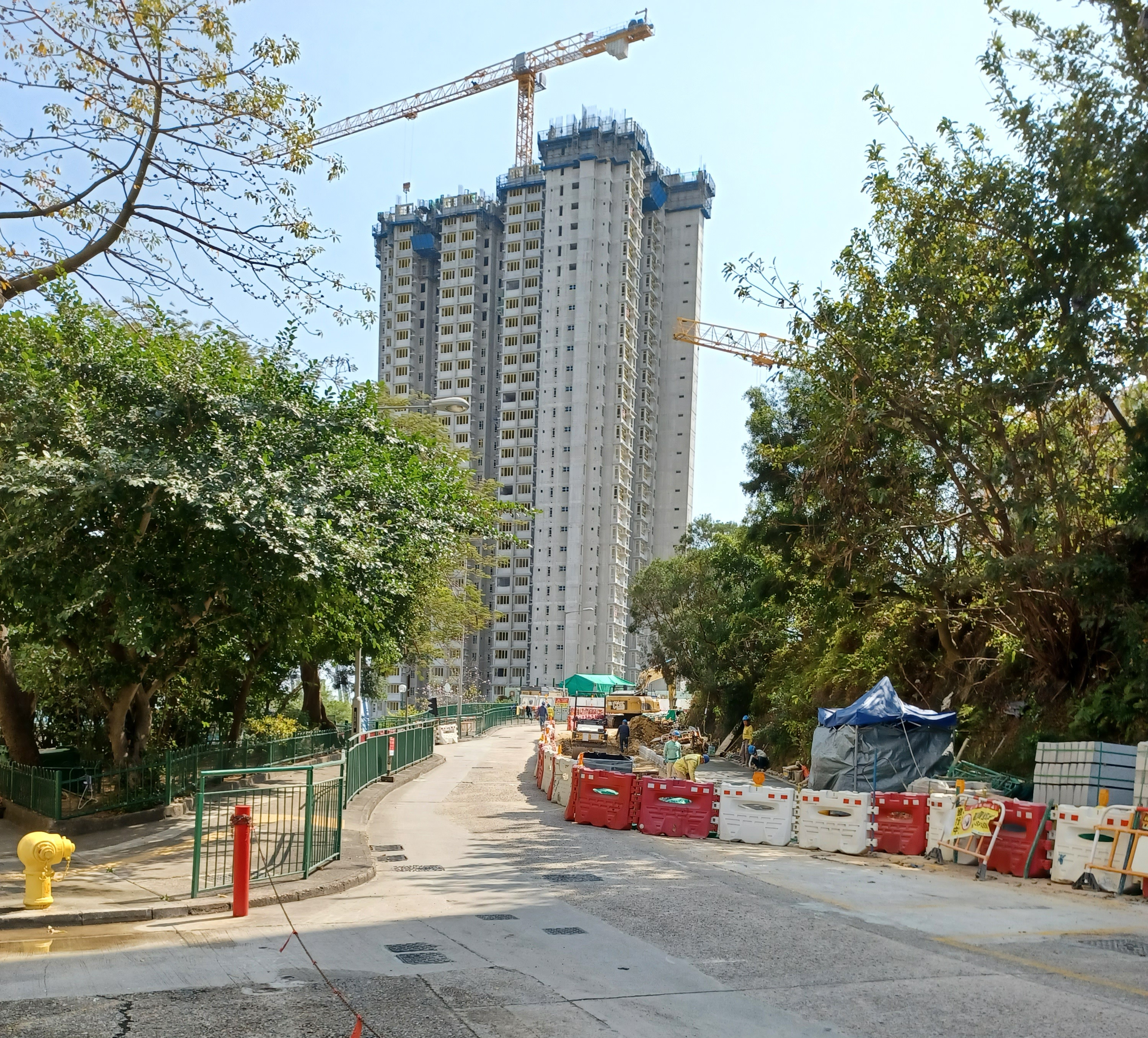
青蘭樓地盤（2023年2月）
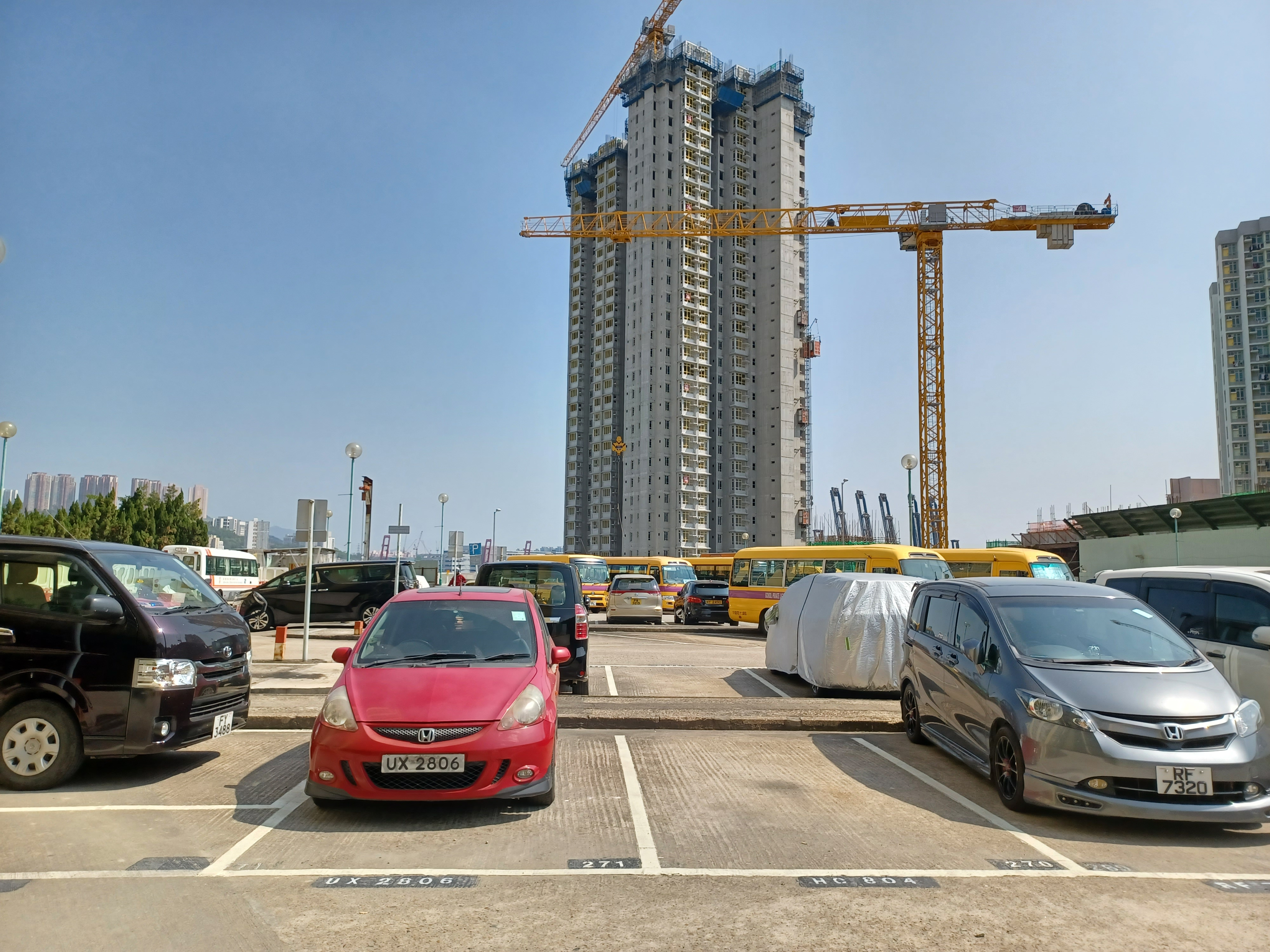
青蘭樓地盤（2023年2月）

## 所屬區議會
長青邨在立法會地區直選當中，屬於新界西（LC4）選區範圍之內，而地方行政則為葵青區。全邨所有樓宇與鄰近的青俊苑以及美景花園組成葵青區議會下轄的長青選區。前任區議員是民主黨成員韓俊賢。

### 歷屆議員
| 選區名稱 | 屆別                   | 議員   | 政治聯繫        | 政治聯繫   | 議員           | 政治聯繫       | 政治聯繫       |
| -------- | ---------------------- | ------ | --------------- | ---------- | -------------- | -------------- | -------------- |
| 青衣     | 1982年－1985年         | 鄧良   |                 | 無黨籍     | 定為單議席選區 | 定為單議席選區 | 定為單議席選區 |
| 青衣南   | 1985年－1988年         | 李志輝 |                 | 青衣關注組 | 定為單議席選區 | 定為單議席選區 | 定為單議席選區 |
| 青衣南   | 1988年－1989年         | 李志輝 |                 | 青衣關注組 | 定為單議席選區 | 定為單議席選區 | 定為單議席選區 |
| 青衣南   | 1989年10月20日－1991年 | 謝偉明 |                 | 青衣關注組 | 定為單議席選區 | 定為單議席選區 | 定為單議席選區 |
| 青衣南   | 1991年－1994年         | 謝偉明 |                 | 港同盟     | 定為單議席選區 | 定為單議席選區 | 定為單議席選區 |
| 長青     | 1994年－1999年         | 李志強 |                 | 無黨籍     | 定為單議席選區 | 定為單議席選區 | 定為單議席選區 |
| 長青     | 2000年－2003年         | 李志強 |                 | 無黨籍     | 定為單議席選區 | 定為單議席選區 | 定為單議席選區 |
| 長青     | 2004年－2007年         | 李志強 |                 | 無黨籍     | 定為單議席選區 | 定為單議席選區 | 定為單議席選區 |
| 長青     | 2008年－2011年         | 李志強 |                 | 無黨籍     | 定為單議席選區 | 定為單議席選區 | 定為單議席選區 |
| 長青     | 2012年－2015年         | 李志強 | 無黨籍 → 經民聯 |            | 定為單議席選區 | 定為單議席選區 | 定為單議席選區 |
| 長青     | 2016年－2019年         | 李志強 |                 | 經民聯     | 定為單議席選區 | 定為單議席選區 | 定為單議席選區 |
| 長青     | 2020年－2021年7月8日   | 韓俊賢 |                 | 民主黨     | 定為單議席選區 | 定為單議席選區 | 定為單議席選區 |
| 長青     | 2021年7月9日－2023年   | 待補選 | 待補選          | 待補選     | 定為單議席選區 | 定為單議席選區 | 定為單議席選區 |
| 青衣     | 2024年－2027年         | 盧婉婷 |                 | 民建聯     | 彭熠銘         |                | 工聯會         |

- 註：李志強曾經是自由黨成員多年，但從來未用過自由黨名義參選。

## 著名居民
- 沈卓盈[15]：香港女演員及主持，前無綫電視藝員。

## 外部連結
- 房委會物業位置及資料 長青邨 （页面存档备份，存于）
- 荃葵青交通總站巡禮 - 長青 （页面存档备份，存于）